# ル・コルビュジエの建築作品-近代建築運動への顕著な貢献-
ル・コルビュジエの建築作品-近代建築運動への顕著な貢献-（ル・コルビュジエのけんちくさくひん きんだいけんちくうんどうへのけんちょなこうけん）は、20世紀の近代建築運動に多大な影響を及ぼした一人であるル・コルビュジエの作品群、ことにその中でも傑作とされる住宅、工場、宗教建築などをまとめて世界遺産リストに登録した物件である。世界各地に残るル・コルビュジエの建築作品のうち、フランスを中心とする7か国に残る建築群が対象となっており、大陸を跨ぐ初の世界遺産登録となった。
世界遺産の暫定リストに当初記載されていた名称はル・コルビュジエの建築と都市計画であった。2009年の第33回世界遺産委員会で「情報照会」と決議された後、構成資産見直しの過程で現在の名称へと改名され、第40回世界遺産委員会（2016年）にてその名称で世界遺産リストに登録された。なお、登録名称の日本語訳に使われている「－」は、外務省や文化庁の発表では全角マイナスが使われている。

## 概要
スイス出身の建築家ル・コルビュジエは「近代建築の五原則」を定式化し、近代建築運動を推進する上でも大きな影響力を持った。そのため、20世紀の建築が評価され、世界遺産に登録されるものも複数現われる中で、彼の作品の世界遺産登録をめざす機運が高まった。21世紀になるとフランスのル・コルビュジエ財団が中心となって登録への動きが本格化し、推薦資産の選定が国際的な呼びかけとともに行われるようになった。
選定の結果、彼が初期に手がけたジャンヌレ＝ペレ邸やシュオブ邸、「近代建築の五原則」を実現していく上で意義のあったクック邸やヴァイセンホフ・ジードルングの住宅、およびその完成形といえるサヴォア邸、集合住宅であるイムーブル・クラルテやスイス学生会館、および集合住宅の傑作とされるマルセイユのユニテ・ダビタシオン、彼の「無限成長美術館」構想に基づく国立西洋美術館（上野）、後期の宗教建築であるロンシャンの礼拝堂やラ・トゥーレット修道院、さらには彼が唯一実現させた都市計画であるチャンディガール など、彼の生涯や建築家としての貢献を辿る上で欠かせない23件が推薦されることになった。
ただし、2009年に世界遺産委員会で審議される前にチャンディガールは一度除外され、その委員会審議においては、「顕著な普遍的価値」を建築家個人の生涯と結びつけることに疑問が寄せられた。関係各国はその後推薦資産の見直しを行い、19件に絞り込んだ上で2011年に再推薦したが、むしろ以前よりも厳しい判断を下された上で、登録が見送られた。ただし、ル・コルビュジエの建築を世界遺産に登録すること自体は支持されており、同時に大陸を越える大規模なシリアル・ノミネーションの事例としての評価は受けた。

2015年に三度目の推薦が行なわれ、2016年にICOMOSから「登録」を勧告され、第40回世界遺産委員会で正式登録された。

## ル・コルビュジエの建築
「ル・コルビュジエ」も参照のこと。なお、以下の太字は後述の推薦資産に含まれていることを示す。

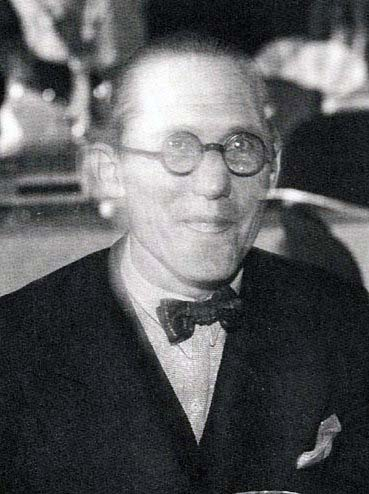
ル・コルビュジエ（1933年）

ル・コルビュジエ（1887年 - 1965年）はスイスのラ・ショー＝ド＝フォン出身の建築家である。ラ・ショー＝ド＝フォンは時計製造業で有名な町であり、ル・コルビュジエも当初は時計製造業の道を志したが、弱視のため果たせなかったという。生まれ故郷にはごく初期の建築であり、地元の建築様式からの脱却を目指したジャンヌレ邸が残る。
建築の道に進んだル・コルビュジエは第一次世界大戦に際し、再建のための安価な住宅を大量生産するアイデアとして「ドミノ」 (Dom-Ino) を考案した。これは遊戯のドミノとの語呂合わせでもあるが、ラテン語のドムス (Domus, 家) とフランス語のイノヴァシオン (Inovation, 革新) に由来するル・コルビュジエの造語で、柱、床スラブ、階段のみを単位とする工法である。この工法は、鉄筋コンクリートのような新たな建築資材の出現によって可能になったもので、伝統的な西洋建築においては、屋根などを支える重要な役割として重厚な壁が必要だったことに対し、それを取り払った点に特色がある。本来は、戦争で出た瓦礫などで壁を安く組み上げるために構想された様式だったが、壁を自由に決められることは、新しい建築の可能性につながるものだった。現代に多く見られるガラス張りの高層建築も、この発想の延長線上に位置付けられる。
1920年には安価な大量生産住宅として白い箱型住宅「シトロアン」(Citrohan) を提案した。名前は安価な自動車を大量生産したシトロエン (Citroën) にちなんでいる。このアイデアは1922年にドミノシステムと結びついて、凸型を横倒しにしたような、空中に突き出た部分を持つ改訂版シトロアン住宅につながった。さらに1926年には、白い箱型住宅を作るためのピロティ、水平連続窓などを含む5つの要点、いわゆる近代建築の五原則を定式化した。その理念を体現した最高傑作とされるのがサヴォア邸である。
1939年には「無限に成長する美術館」を構想する。これは真上から見たときに正方形になる美術館で、画廊が角ばった螺旋状に配置されている。収蔵品の増加は美術館に付き物だが、周囲にあらかじめ広大な敷地を確保しておき、画廊を外側に拡延してゆくことで、そうした問題に対処し続けられるようになっている。実際にはこの構想を完全に実現した美術館が建設されることはなかったが、チャンディガールの美術ギャラリー、アーメダバードのサンスカル・ケンドラ美術館、東京の国立西洋美術館（本館）は、いずれもその構想を土台に置いて建設されたものである。
第二次世界大戦後には、フランス復興省の依頼で、復興期の住宅問題に対する解決としてマルセイユのユニテ・ダビタシオンを建設し、その後、ナント、ベルリンなど複数の都市にもユニテ・ダビタシオンを建設した。
彼は無信仰を表明していたが、晩年には依頼を受けて宗教建築も複数手がけた。その中でも、初期の幾何学的な造形とは大きく異なる趣きのロンシャンの礼拝堂は、後期の最高傑作として高く評価されている。

## 構成資産
構成資産は以下に掲げる7か国17物件である。なお、ル・コルビュジエ財団ではこれら17物件を「所在地の国名順に並べて同一国内は建築年順に並べる」という形式でリスト化しているが、世界遺産登録時に各物件に付与された世界遺産IDは所在国を問わず建築年順で採番されたため、財団のリスト順と差異がある。本項では、全物件の一覧は世界遺産ID順で掲載し、各物件の説明は財団のリスト順で行う。

### 一覧
ID、フランス語名、面積、緩衝地帯面積は、世界遺産センターが公表しているものに基づいている。所在地と建築年は国際記念物遺跡会議 (ICOMOS) が示しているものに基づく。日本語名は（フランス語名の忠実な直訳になっていないものも含め、）原則として文化庁が示し、日本ユネスコ協会連盟、世界遺産検定事務局などが踏襲しているものに従っている。
| ID       | 名称                                                                 | 所在地                                                                                 | 面積（単位 ha） | 緩衝地帯（単位 ha） | 着工年  |
| -------- | -------------------------------------------------------------------- | -------------------------------------------------------------------------------------- | --------------- | ------------------- | ------- |
| 1321-001 | ラ・ロッシュ-ジャンヌレ邸 Maisons La Roche et Jeanneret              | フランス イル＝ド＝フランス地域圏 パリ                                                 | 0.097           | 13.644              | 1923    |
| 1321-002 | レマン湖畔の小さな家 Petite villa au bord du lac Léman               | スイス ヴォー州 コルソー                                                               | 0.04            | 5.8                 | 1923    |
| 1321-003 | ペサックの集合住宅 Cité Frugès                                       | フランス ヌーヴェル＝アキテーヌ地域圏 ペサック                                         | 2.179           | 26.475              | 1924    |
| 1321-004 | ギエット邸 Maison Guiette                                            | ベルギー フランデレン地域 アントウェルペン                                             | 0.0103          | 6.7531              | 1926    |
| 1321-005 | ヴァイセンホフ・ジードルングの住宅 Maisons de la Weissenhof-Siedlung | ドイツ バーデン＝ヴュルテンベルク州 シュトゥットガルト                                 | 0.1165          | 33.6213             | 1927    |
| 1321-006 | サヴォア邸と庭師小屋 Villa Savoye et loge du jardiner                | フランス イル＝ド＝フランス地域圏 ポワシー                                             | 1.036           | 155.585             | 1928    |
| 1321-007 | イムーブル・クラルテ Immeuble Clarté                                 | スイス ジュネーヴ州 ジュネーヴ                                                         | 0.15            | 1.8                 | 1930    |
| 1321-008 | ポルト・モリトーの集合住宅 Immeuble locatif à la Porte Molitor       | フランス イル＝ド＝フランス地域圏 ブローニュ＝ビヤンクール                             | 0.032           | 57.113              | 1931    |
| 1321-009 | マルセイユのユニテ・ダビタシオン Unité d’habitation Marseille        | フランス プロヴァンス＝アルプ＝コート・ダジュール地域圏 マルセイユ                     | 3.648           | 119.833             | 1945    |
| 1321-010 | サン・ディエの工場 La Manufacture à Saint-Dié                        | フランス グラン・テスト地域圏 サン＝ディエ＝デ＝ヴォージュ                             | 0.762           | 64.912              | 1946    |
| 1321-011 | クルチェット邸 Maison du docteur Curutchet                           | アルゼンチン ブエノスアイレス州 ラ・プラタ                                             | 0.027           | 6.965               | 1949    |
| 1321-012 | ロンシャンの礼拝堂 Chapelle Notre-Dame-du-Haut de Ronchamp           | フランス ブルゴーニュ＝フランシュ＝コンテ地域圏 ロンシャン                             | 2.734           | 239.661             | 1950    |
| 1321-013 | カップ・マルタンの休暇小屋 Cabanon de Le Corbusier                   | フランス プロヴァンス＝アルプ＝コート・ダジュール地域圏 ロクブリュヌ＝カップ＝マルタン | 0.198           | 176.172             | 1951    |
| 1321-014 | チャンディガールのキャピトル・コンプレックス Complexe du Capitole    | インド パンジャブ州 チャンディガール                                                   | 66              | 195                 | 1952    |
| 1321-015 | ラ・トゥーレットの修道院 Couvent Sainte-Marie-de-la-Tourette         | フランス オーヴェルニュ＝ローヌ＝アルプ地域圏 エヴー                                   | 17.923          | 99.872              | 1953    |
| 1321-016 | 国立西洋美術館 Musée National des Beaux-Arts de l’Occident           | 日本 東京都 台東区                                                                     | 0.93            | 116.17              | 1954-59 |
| 1321-017 | フィルミニの文化の家 Maison de la Culture de Firminy                 | フランス オーヴェルニュ＝ローヌ＝アルプ地域圏 フィルミニ                               | 2.601           | 90.008              | 1953-65 |

### ドイツ
ドイツ (Allemagne) で登録されたのはヴァイセンホフ・ジードルングの住宅のみ、暫定リストに記載されたのは2007年2月1日であった。

#### ヴァイセンホフ・ジードルングの住宅

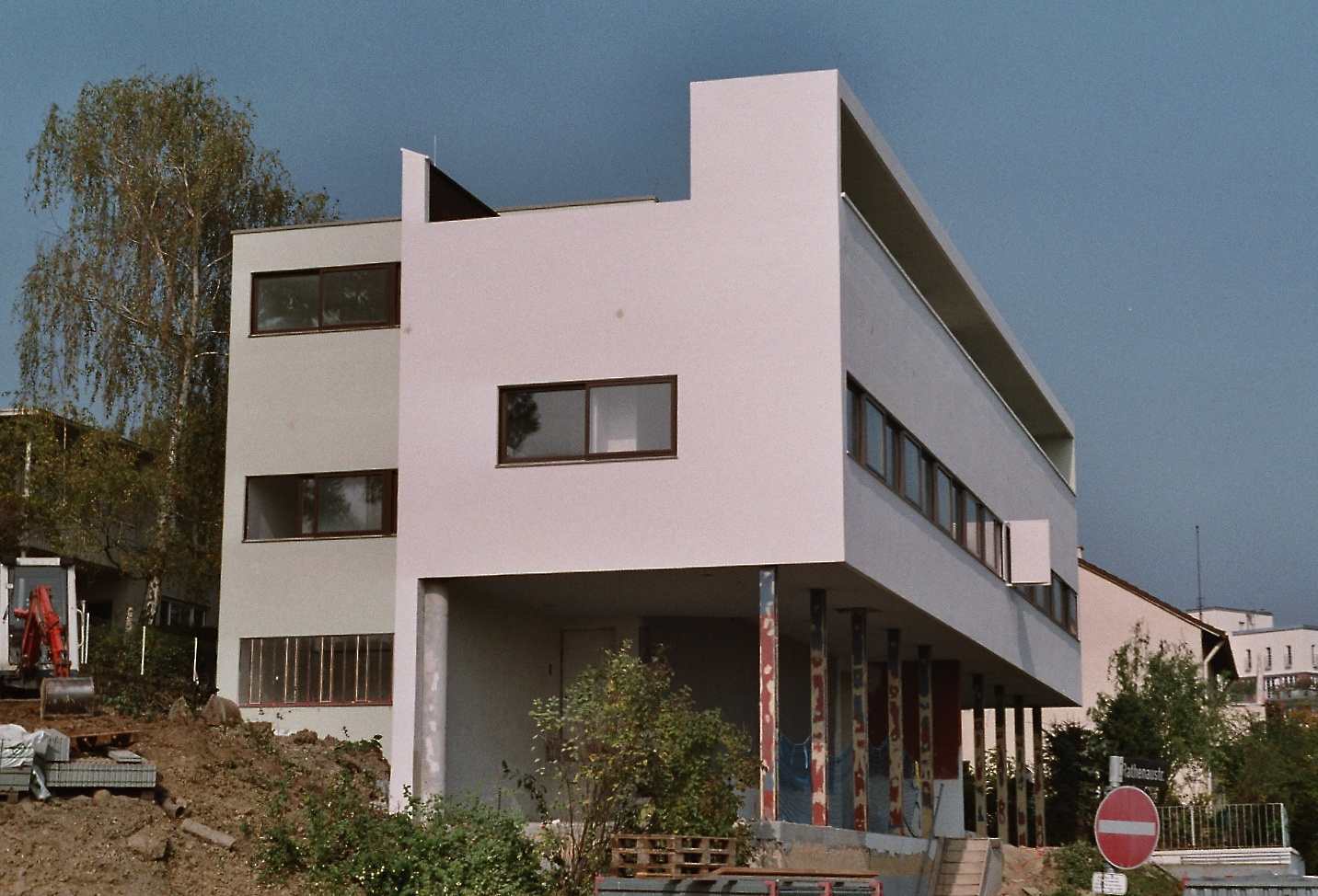
ヴァイセンホフの2世帯住宅。画面右から見ると箱が浮いているような印象を受けるが、左側から見ると平板な壁面しか見えない。

ヴァイセンホフ・ジードルングの住宅（1927年）は、ドイツのシュトゥットガルトで1927年に開催されたジードルングの住宅展に出展された住居である。主催者のドイツ工作連盟の責任者ミース・ファン・デル・ローエの希望でル・コルビュジエが招聘され、それに応えて彼は1世帯用と2世帯用の2軒の住宅を建てた。彼は前年に「近代建築の五原則」を打ち出しており、ヴァイセンホフの住宅群にはその要素を見出すことが出来る。彼は空中に浮かんでいるかのような直方体をこの建物で本格的に実現させた。ただし、すぐ後に続くサヴォア邸（1928年）と異なり、背面に回るとありふれた壁面しか見えなくなる。この点で、同じ「空中の直方体」でも、ほぼどの方向からもそれが強調されるサヴォア邸とは趣きが異なっている。建設当初、その空中の直方体などに対し、非現実的あるいはロマン的すぎるデザインであるとか、不自然な形態の強要であるといった批判が寄せられた。また、出展された17人の作品のうち、単位面積あたりの建築費が最高額となった点も、想定する顧客の社会層の点で批判された。

2009年の推薦時には「規格住宅」に分類されていた。世界遺産の構成資産として評価された点は、「大量生産のために構想された量産住居」の顕著なモデルである点、「住居をテーマとする表明の国際的反響によって」「地球規模の影響を与えた」点である。

### 注釈

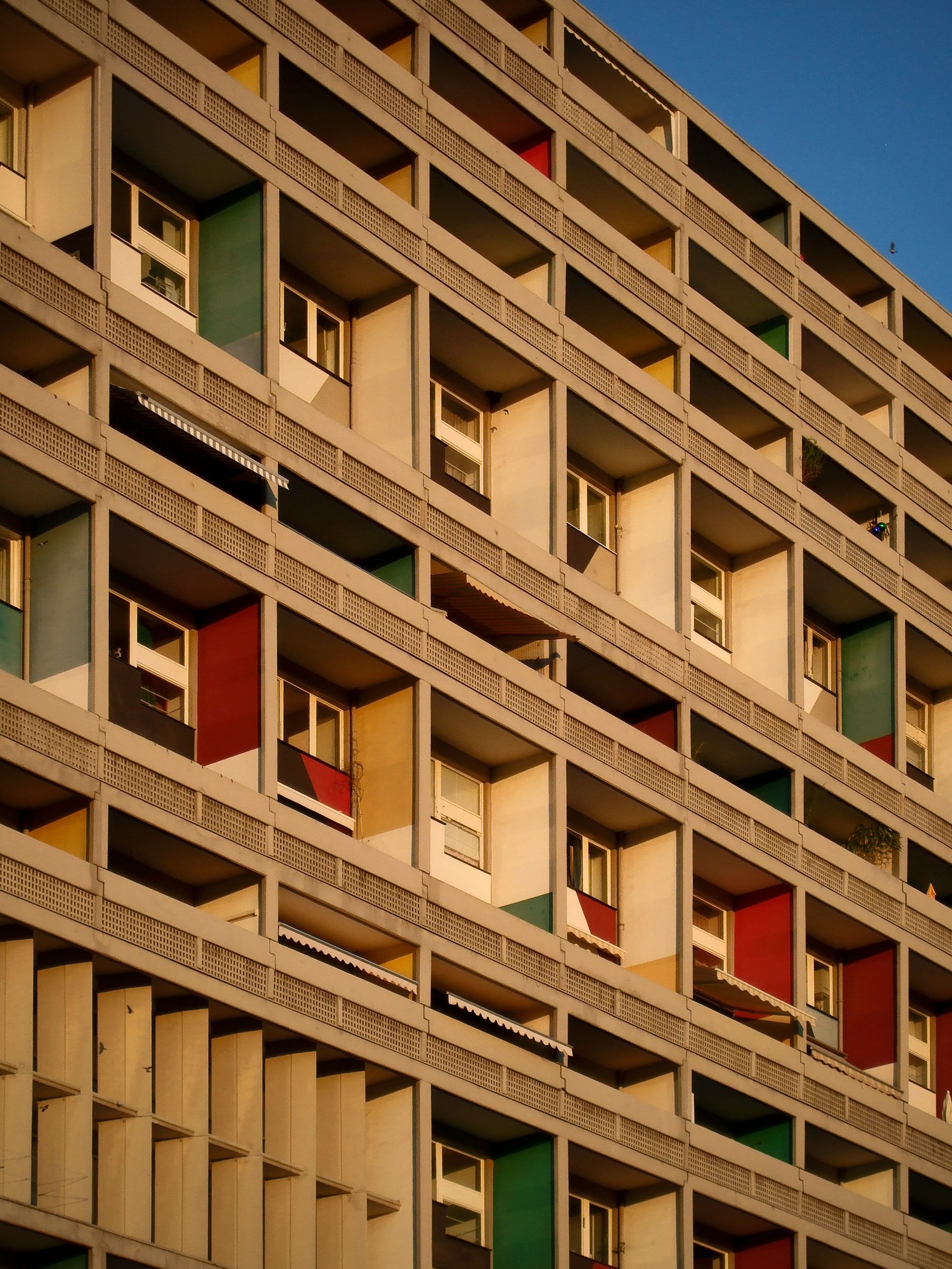
ベルリンのユニテ（参考画像）。格子状に突き出たブリーズ・ソレイユがよく分かる。

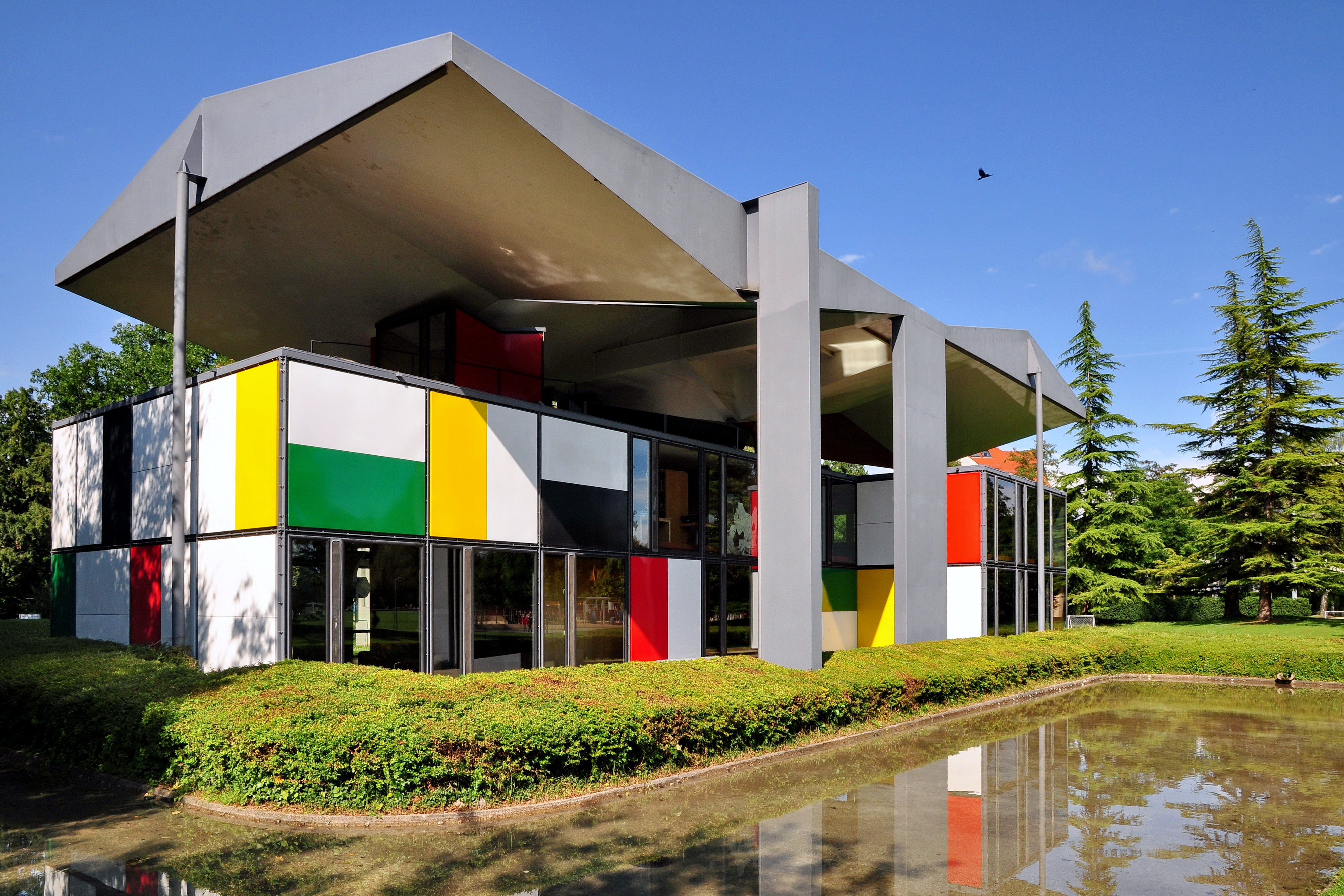
ル・コルビュジエ・センター（チューリヒ）

### アルゼンチン
アルゼンチン (Argentine) で登録されたのはクルチェット邸のみ、暫定リストへの記載は2007年6月1日であった。

#### クルチェット邸
クルチェット邸（1949年）は、アルゼンチンのブエノスアイレス州の州都ラ・プラタに建てられた邸宅である。依頼者のペドロ・ドミンゴ・クルチェット (Pedro Domingo Curutchet) は外科医であり、邸宅は住居と診療所を兼ねている。ル・コルビュジエの建築は世界各地に現存するが、南アメリカ大陸で実際に建てられた住宅は、このクルチェット邸が唯一である。アルゼンチンの建築家アマンシオ・ウィリアムス (Amancio Williams) がその建設に大きく寄与し、ウィリアムスの離脱後はサイモン・ウンガース (Simon Ungars) が協力した。住宅密集地の、広いとはいえない敷地でアルゼンチンの暑い気候に対応させるため、ブリーズ・ソレイユ（日除け格子）に工夫を凝らし、陰が出来る中庭の周囲に建物をU字型に配置する地元特有のスタイル（ル・コルビュジエはこれを「ソーセージ」と呼んだ）を取り入れた4階建てにするなどの配慮が行なわれている。

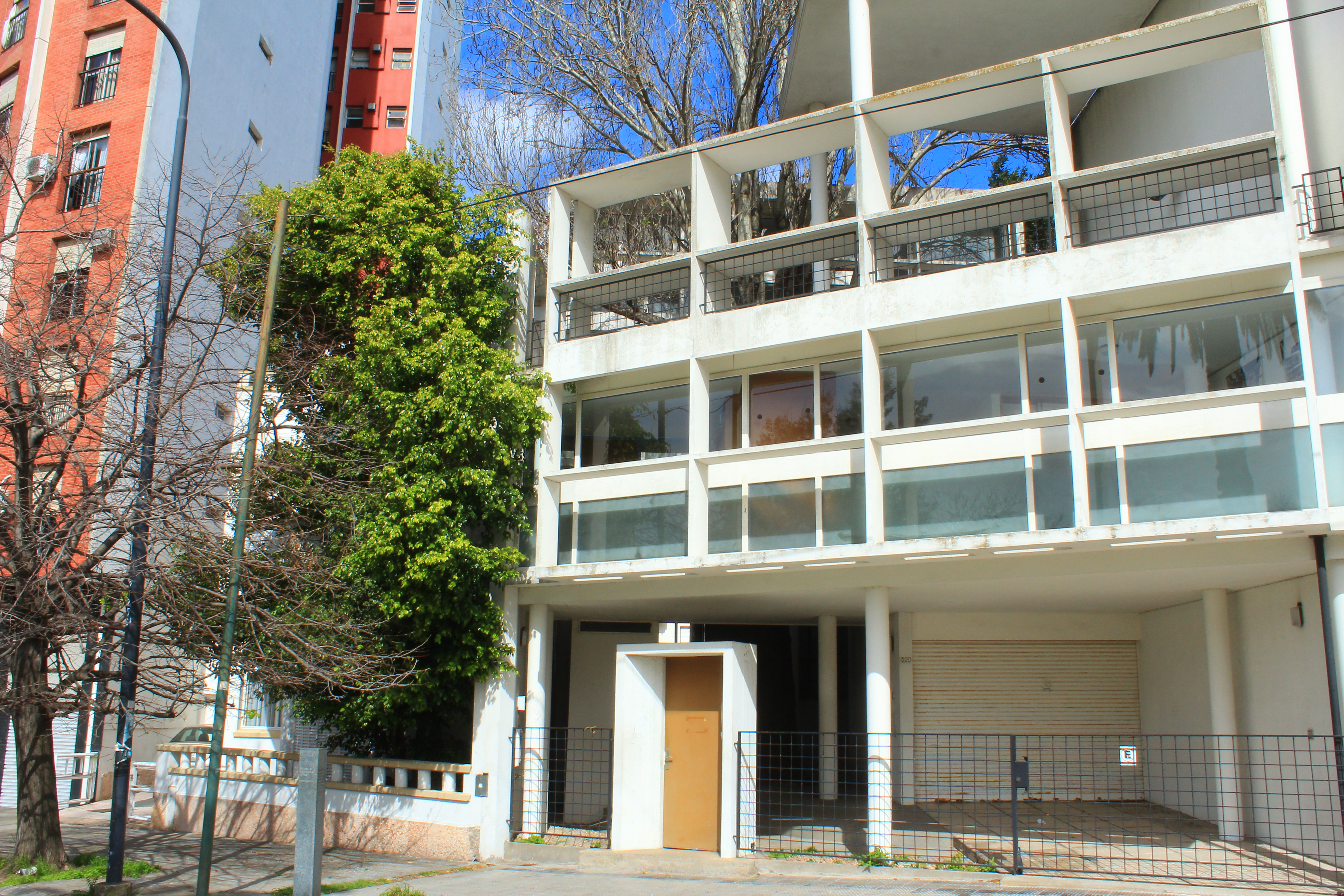
クルチェット邸外観

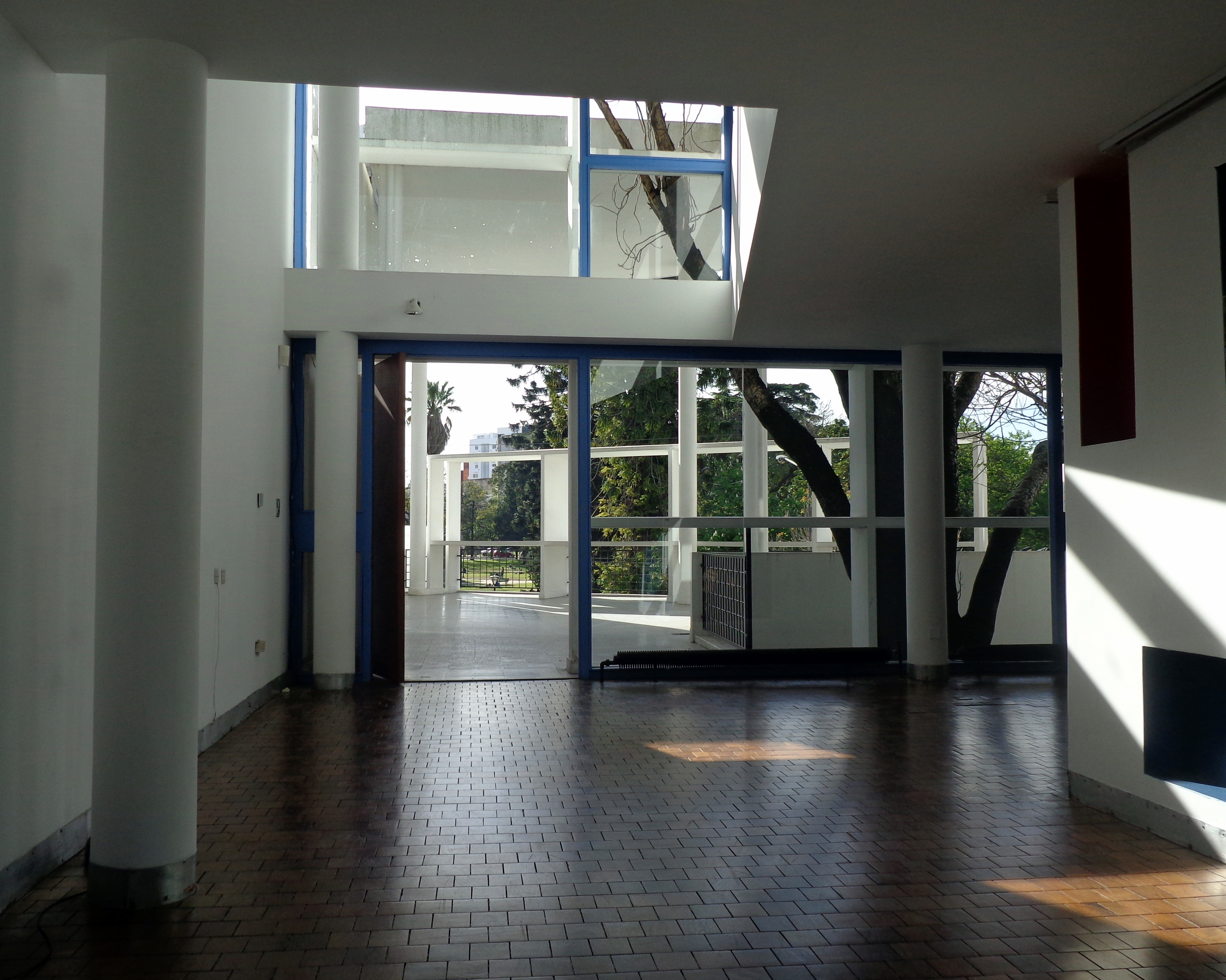
クルチェット邸内部

2009年の推薦時には「個人邸宅」に分類されていた。世界遺産の構成資産として評価されたのは、地球規模で影響したル・コルビュジエの建築の中で、「第二次世界大戦後の近代建築運動の国際化の状況を説明し得る」点であった。

### ベルギー
ベルギー (Belgique) で登録されたのはギエット邸のみ、暫定リストへの記載は2005年4月4日のことであった。ベルギーではブリュッセル万国博覧会（1958年）に際してフィリップス館の設計を手がけたものの、そちらは現存しない。

#### ギエット邸
ギエット邸は、ベルギーのアントウェルペンで1926年から1927年にかけて、画家ルネ・ギエットの依頼で建てられた邸宅である。せまい敷地の中で建造された3階建ての箱型住宅は、ヴァイセンホフの住宅とともに、シトロアン住宅の構想に比較的忠実に建てられた数少ない例と認識されている。近代建築の五原則の「自由なファサード」の典型とも言われるファサードを持つが、その左右非対称の窓をはじめとするファサードの構成や色彩に関する特徴として、当時のオランダの芸術運動であり、幾何学的抽象芸術を志向するデ・ステイルの影響が指摘されている。ことに色彩については、ル・コルビュジエは唯一の現地訪問の際に詳細に色番号の指定を行うという形で、強いこだわりを見せた。

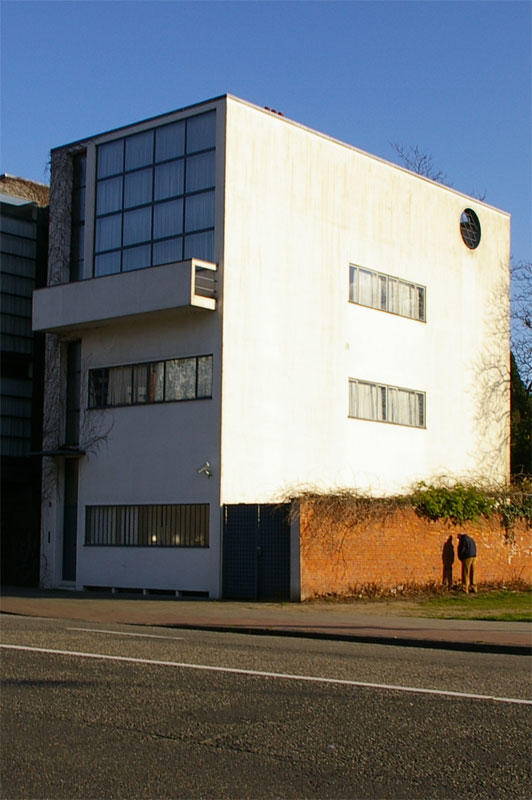
ギエット邸

2009年の推薦時には「アトリエ」に分類されていた。これはピュリスムがフランス以外の地で適用された最初の事例であって、世界遺産の構成資産として評価されたのは、まさにスイス・フランス以外での最初の依頼によるこの邸宅が、「早い時期のル・コルビュジエのヨーロッパ地域における認知」を示す点である。

### フランス
フランス (France) には各地にル・コルビュジエが関わった建造物群が残されているが、そのうち10件が登録されており、暫定リストへの記載は2006年1月31日のことであった。2009年の推薦時には14件だったが、2011年の推薦を前にクック邸と救世軍難民院が除外、2016年審議に向けた推薦の際にスイス学生会館とジャウル邸が除外された。

#### ラ・ロッシュ＝ジャンヌレ邸
ラ・ロッシュ＝ジャンヌレ邸は1923年から1925年に建てられたパリの2世帯住宅で、現在はル・コルビュジエ財団の本部が入っている。晩年のル・コルビュジエは、自分にとって重要だった邸宅として、この建物を挙げていた。依頼主は『レスプリ・ヌーヴォー』誌の支援者でもあった銀行家のラウル・ラ・ロッシュ (Raoul La Roche) と、ル・コルビュジエの実兄にあたる音楽家アルベール・ジャンヌレ (Albert Jeanneret) である。ラ・ロッシュは終始ル・コルビュジエと良好な関係を保った顧客であり、この建物もル・コルビュジエは自由に建設することが出来た。ル・コルビュジエが近代建築の五原則を発表するのは1926年のことだが、この建物ではそれに先立って水平連続窓が実現している。この点は、ラ・ロッシュ＝ジャンヌレ邸の重要性として、しばしば指摘されている。
内部では、シトロアン住宅を基調として、吹き抜けのあるホール、緩やかに湾曲した壁面やそれに付随するスロープなど、多彩な空間が展開している。ル・コルビュジエ自身は、こうした空間の多様性を「建築的プロムナード」と呼んでおり、建物の中を歩いて新しい表現の数々を鑑賞することに特色があるとしていた。その一方で、様々な要素を盛り込んだことで、かえって全体としての印象が、部分ごとの印象に比べて不鮮明になっているという指摘もある。

2009年の推薦時には「個人邸宅」に分類されていた。世界遺産の構成資産として評価されたのは、これが「建築における初めてのピュリスム表現」を実現した建築という点である。

#### ペサックの集合住宅
ペサックの集合住宅（1924年）は、ボルドー近郊のペサックに実現した集合住宅である。シテ・フリュジェ (Cité Frugès) やフリュジェ近代街区 (Quartiers Modernes Frugès) などとも呼ばれる。1924年に、製糖工場の経営者であり、ル・コルビュジエの著作『建築をめざして』に共感していたアンリ・フリュジェの要請で建設された。フリュジェは工場労働者向けの住宅を多く建てることを望み、ル・コルビュジエはその建設に当たってシトロアン住宅の理念などにも通底していたテイラー主義的様式を適用した。箱型住宅は、側面上部に突き出た階段がアクセントとなっている。それは幾何学的デザインに人の動きを暗示する要素を加えて外観の変化を生み出そうとする試みであり、ル・コルビュジエの初期の構想にしばしば見られるものである。ル・コルビュジエはスケッチなどに箱型住宅が並ぶ都市景観を描くことがあったが、ペサックの集合住宅はそれを実現させた稀有な例である。もっとも、ペサックには当初135戸が建設される予定だったが、実際には46戸にとどまった。景観に対する保守的な考えを持つ人々の干渉があったことや、現地の業者を起用しないことによる摩擦などによって、水道がなかなか整備されないなどのトラブルがあったのである。また、ル・コルビュジエのこだわりによって建設費も大きく跳ね上がり、労働者住宅としては不適切な入居費になるなどして、実際に労働者が住む住宅街になるのには、賃料について配慮したルシュール法（1929年）の成立を待つ必要があった。人が実際に住むようになると、住民たちによってボルドー一帯に特有の屋根などを付け加えようとする動きも多年にわたって続いたが、現在は当初の姿に復元されている。

2009年の推薦時には「規格住宅」に分類されていた。世界遺産の構成資産として評価されたのは、建てられた1920年代という時代においては量産型住居による最大規模の街区であり、「近代住居による集合住宅のプロトタイプ」となった点である。

#### サヴォア邸と庭師小屋

サヴォア邸

サヴォア邸（サヴォワ邸）は、1928年から1931年にパリ郊外のポワシーに建てられた邸宅で、行政官のサヴォワ夫妻が週末を過ごす別邸として依頼した。この邸宅はル・コルビュジエの近代建築の五原則が集約された傑作として、高く評価されている。
画像にもあるように、サヴォア邸を支える柱は細く、あたかも白い直方体が空中に浮いているかのような印象を与える。その直方体の下にある相対的に小さな1階部分は、車庫や使用人室などに当てられている。2階が主要な住居部分となっているが、そこは近代建築の五原則の一つである水平連続窓によって大きく開け放たれている。全面ガラス張りでなく、あくまでも窓とすることで、周囲の広大な草地との連続性を意識しつつ、そこから切り離された空中の直方体に囲まれているという感覚が得られるようになっている。3階部分は、これも近代建築の五原則の一つである屋上庭園が実現されている。この3階はスロープでつながれており、各階層ごとに全く異なる表情を楽しめるようになっている。ル・コルビュジエ自身が示していた見学プランは、最も外観が優れた北側から眺め、1階から入った後、スロープを使って2階、3階（屋上庭園）と順に見て回り、屋上庭園から1階まで続いている螺旋階段で降りるというものだった。ただし、屋根や庇を持たない直方体というデザインは、雨に弱いという欠点を持ち、サヴォワ夫妻が使い始めて間もなく、雨漏りに悩まされるようになったという。サヴォワ夫妻とル・コルビュジエの良好な関係は建築費が2倍に膨らんだ時点でも維持されていたが、雨漏りをはじめとする様々な不具合の顕在化によって、訴訟沙汰になりかけた。
第二次世界大戦中にはナチスの干し草置き場に使われた。戦後に取り壊しが議論された時には、当時閣僚を務めていたアンドレ・マルローが保存を強く主張したことで取り壊しが回避され、段階的な修復を経て現在に至っている。
2009年の推薦時には「個人邸宅」に分類されていた。2011年の推薦時には、19件の推薦資産の中で、提示されていた世界遺産登録基準 (1), (2), (6) 全てに当てはまりうる唯一の資産として、ICOMOSに認められていた。世界遺産リストへの正式登録においても、「近代建築運動の誰もが認める絶対的なイコン」と位置づけられた。

なお、登録名にある「庭師小屋」は、同じ敷地内にある建物である。これは名前の通り庭師のために作られたもので、大きな邸宅と対をなす「最小限住宅」の実践例となっている。そして、その対比は富者と貧者の対比をも意味し、ル・コルビュジエの実践が万人に向けられたものであったことを示している。

#### ポルト・モリトーの集合住宅
ポルト・モリトーの集合住宅（ポルト・モリトールの集合住宅）は、1931年から1934年にかけてパリ近郊のブローニュ＝ビヤンクールに建てられた集合住宅である。一番上の2階分にはル・コルビュジエのアトリエと住居があり、生涯を通じた住居となった。外観はスイス学生会館などに類似するが、ブローニュの森に近いという立地から建物には地元の規制が多く加えられ、設計時点での構想に比べると、ファサードに示された創意は限定的になった。また、屋上部分のメゾネット構想が、入居者不足などによる資金難から中止されるなど、法規制以外の要因による変更箇所も存在している。内部については、入居者個人の住環境の向上のためにバス、キッチンなどに加え、セントラルヒーティングや地下ガレージを整備し、使用人の住環境にも配慮した。

2009年の推薦時には「集合住宅」に分類されており、日本の文化庁はその時点では「ナンジュセール・エ・コリ通りのアパート」と呼んでいた（フランス語名は当時から変化なし）。これが構成資産に含まれた理由は、「全面ガラス張りファサードの世界で最初の集合住宅」だったという点である。

#### ユニテ・ダビタシオン
マルセイユのユニテ・ダビタシオン（1945年）は、第二次世界大戦後の復興期に建てられた集合住宅である。ユニテ・ダビタシオンの住居部分の基本構造は、3階分を1つの単位としてL字型と逆L字型を組み合わせ、その間に廊下を挟むものである。断面図を模式的に示すと以下のようになる。

ユニテ・ダビタシオンの模式図

模式図の水色、黄色の部屋は東西いずれかに窓が開いており、1日のうち、一定時間は日照を確保できる。また、吹き抜けのある居間を持つ2階建ての部屋という点ではいずれも変わらないが、水色の部屋は2階が広い構造なのに対し、黄色の部屋は1階が広くなっている。窓はブリーズ・ソレイユ（日除け格子）で、吹き抜けのある階とそうでない階で高さが変わるようになっており、それ自体が格子の内側の鮮やかな原色とともに、外観にアクセントをもたらしている。それらの部屋に挟まれている赤い部分が廊下で、3階分の構造につき1本の廊下が貫く形になっている。結果として15階建てのユニテには5本の廊下しか通っていない。この廊下は採光を意識した明るい部屋とは対照的に、構造上、日が差し込むことは無い。そのため、建設当初は衛生関係者から精神病の原因になるなどの批判が寄せられた。
内部では、『輝く都市』で構想されたような「垂直の都市」となることが志向され、約1600人が暮らす住居だけでなく、生活に必要な各種施設が整えられたことも特徴である。2009年時点でも、ホテルやスーパーマーケット、幼稚園、屋上プールなどが存在しており、ほかにスポーツジムもある。内部に関しては、ル・コルビュジエが提唱していた寸法「モデュロール」がもっとも厳格に適用された例という点も特徴的である。それらはピロティによって空中に持ち上げられているが、スイス学生会館の飯盒のような柱とは違い、逆三角形の重厚な柱が支えている。これは視覚的な効果から選ばれた形で、構造上はもっと細くても支えられるため、空洞の内部には各種の配管が通っている。
マルセイユのユニテは本来4棟建てられる予定だったが、実際には1棟しか建てられることはなかった。結果として、広大な緑地に4棟のユニテが点在してそびえるという彼のイメージは実現しなかったが、それでもその評価は高く、他の都市にもユニテ・ダビタシオンは建てられた。しかし、後続のユニテはいずれも簡略化された要素を含み、マルセイユのユニテが最高傑作とされる。のみならず、ル・コルビュジエ作品全体の中でも、これを最高傑作と位置づける者たちが多くいる。

2009年の推薦時には「集合住宅」に分類されていた。2011年の推薦時には、ICOMOSから世界遺産基準 (2) と (6) について「顕著な普遍的価値」を認めうると指摘された。構成資産として評価された点は、「建築のブルータリズムの基点となる作品」という点および「独立性と共同性の調和を作り上げた新しい住居の方式の主要な試み」という点である。

#### サン・ディエの工場
サン・ディエの工場は、1946年から1951年にかけてアルザス＝ロレーヌ地方の都市サン＝ディエ＝デ＝ヴォージュに再建されたメリヤスなどの織物工場である。ユジーヌ・デュヴァル (Usine Duval, デュヴァル工場)、クロード & デュヴァル工場とも呼ばれる。ル・コルビュジエは戦後復興のための都市計画に参画することを期待し、複数の再建案を作成していたが、ひとつも実現されることはなかった。サン・ディエの再建計画もそのひとつで、ユニテ・ダビタシオンや無限成長美術館などを配置した包括的な都市計画を構想していた。サン＝ディエのジャン・ジャック・デュヴァルは、実現しなかったル・コルビュジエの都市計画を支持していた人物であり、自身が持っていた工場が第二次世界大戦で破壊されたことから、その再建をル・コルビュジエに依頼した。デュヴァルからは、機能的な工場を要望されたことから、ル・コルビュジエはピロティのある1階部分を原料の保管庫および製品の荷造り場所とし、3階を原料の裁断場所、2階を主たる作業場とした。これによって、1階から3階に運び上げられた原料が裁断されて2階に下ろされ、そこで縫製、仕上げ、アイロン掛けなどが行われた後に、1階に下ろされて包装されるという手順で作業が進められるようになっている。その一方で、彼はそれ以前の「暗黒の」工場と対比し、労働者たちの環境を改善した「緑の」工場という概念を打ち出した。木製の建具を取り入れた工場の周囲には緑が茂り、作業場の窓からは聖堂が見えるように配慮されている。その窓は室内に光を多く取り込めるようになっている一方、ブリーズ・ソレイユをヨーロッパで導入した初期の試みにもなっている。また、彼はその建設に当たって、船舶のイメージを取り入れ、そこからの隠喩を造形に投影させた。

2009年の推薦時には「標準大型建築」に分類されていた。世界遺産の構成資産としては、「『輝く都市』と『アテネ憲章』における標準形」と位置づけられ、「労働状態に革新性をもたらす緑の工場のプロトタイプ」という点が評価された。

#### ロンシャンの礼拝堂

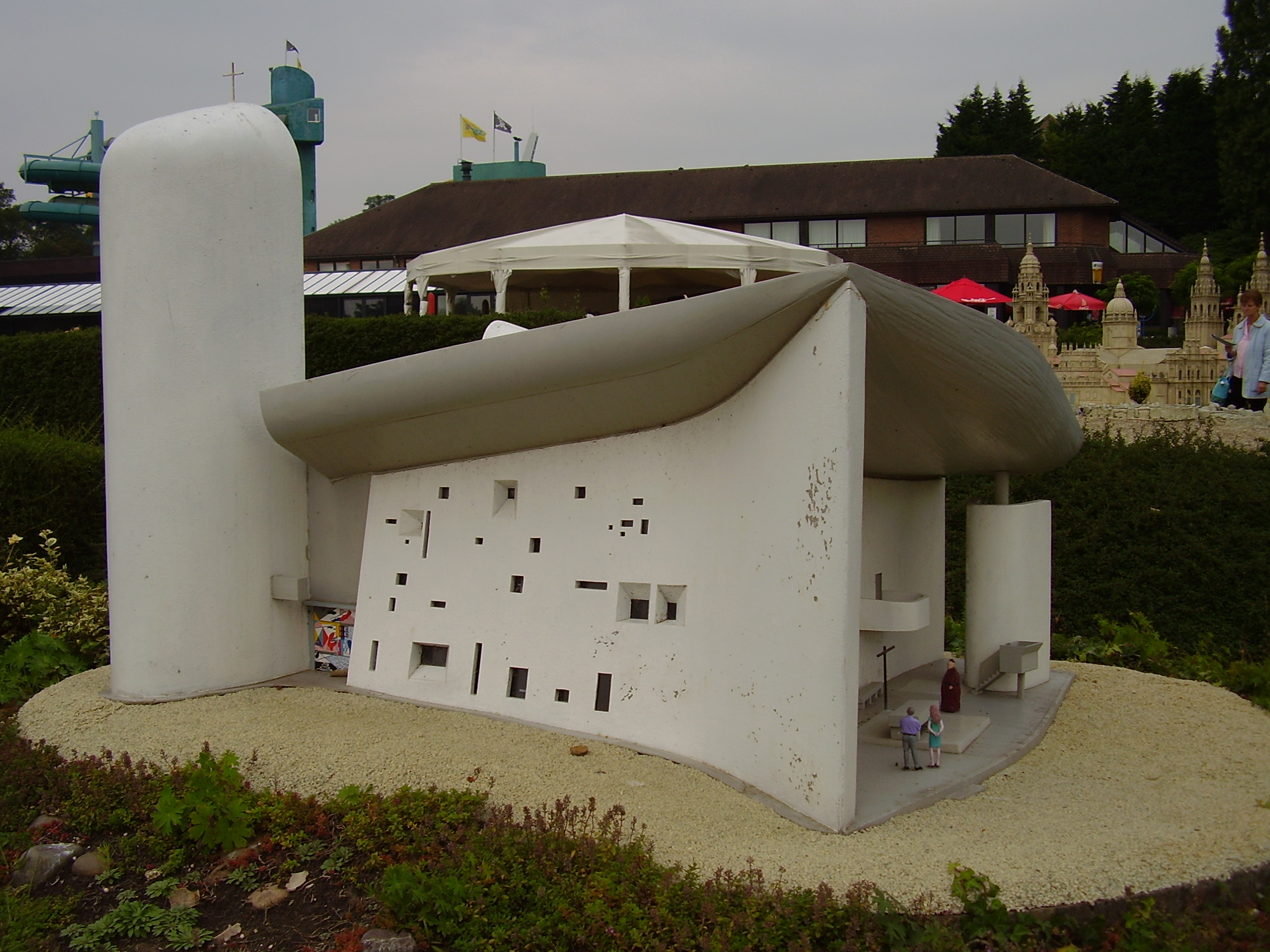
ロンシャンの礼拝堂（模型）

ロンシャンの礼拝堂は、1950年から1955年にオート＝ソーヌ県ロンシャンに建てられた礼拝堂で、「ノートルダム＝デュ＝オー礼拝堂」が正式名である。ロンシャンの小高い丘は古来神聖な場所とされていて、以前は教会が建てられていた。その教会が第二次世界大戦で破壊されたことから、聖職者アラン・クチュリエの依頼で、ル・コルビュジエが新しい礼拝堂を建てることになった。ル・コルビュジエが実現した礼拝堂は、カニの甲羅をモチーフにしたと自身が述べた屋根に見られるように、以前の「透明な箱」がらは隔たった造形をしている。しかし、それらにはミサを行う場としての音響効果を考慮した凹んだ壁面や、高地で水の確保が重要であることから雨水を溜められるように中央が落ち込んでいる天井など、機能性を織り込んだ結果も含まれている。また、内部の採光には、闇を効果的に使ったジャウル邸の空間に通底する要素が指摘され、壁面に以前の教会の瓦礫を活用していることは、ドミノシステムの理念にもつながると指摘されている。
後期の最高傑作と目される建物である一方、建設当初はその特異なデザインについて否定的評価も受けた。しかし、どちらの立場からも何故そう言えるのかについて、具体的な根拠が十分に示されてきたとは言いがたく、むしろそのような得体の知れない問いかけを見る者に投げかけること自体に、傑作としての価値を認める見解もある。建築家の槇文彦が解釈を示した時にも、謎のままであり続けることへの期待感が併せて示されていた。

2009年の推薦時には「宗教建築」に分類されていた。2011年の推薦時には、ICOMOSから世界遺産基準 (1) について「顕著な普遍的価値」を認めうると指摘された。世界遺産の構成資産としては、「二〇世紀の宗教建築にとって革命的であり、キリスト教建築のイコンである」という点が評価された。

#### カップ・マルタンの休暇小屋
カップ・マルタンの休暇小屋（1951年）は、地中海に臨むロクブリュヌ＝カップ＝マルタンに建てられた休暇小屋（カバノン）で、妻イヴォンヌに贈られた。イヴォンヌはカップ＝マルタンから5 km 程の場所に位置するマントンの出身で1957年に歿したが、ル・コルビュジエはその後もこの休暇小屋にしばしば立ち寄り、1965年8月に付近での海水浴中に心臓発作で亡くなった。近くにはイヴォンヌの死に接してル・コルビュジエが設計した彼女と自身の墓碑が残る。ル・コルビュジエは、地元のレストラン・オーナーのトマ・ルビュタートのためにいくつかの建物を建てたことと引き換えに、レストランと隣接する土地を提供された。休暇小屋はその土地を利用して建てられた。底辺は3.66 m四方、内部の天井までの高さは2.66 m というコンパクトな丸太小屋であり、その中に様々な家具調度類が配置されている。これは、彼が規定したモデュロールの厳密な適用であると同時に、彼が構想していた「最小限住宅」の実践でもある。

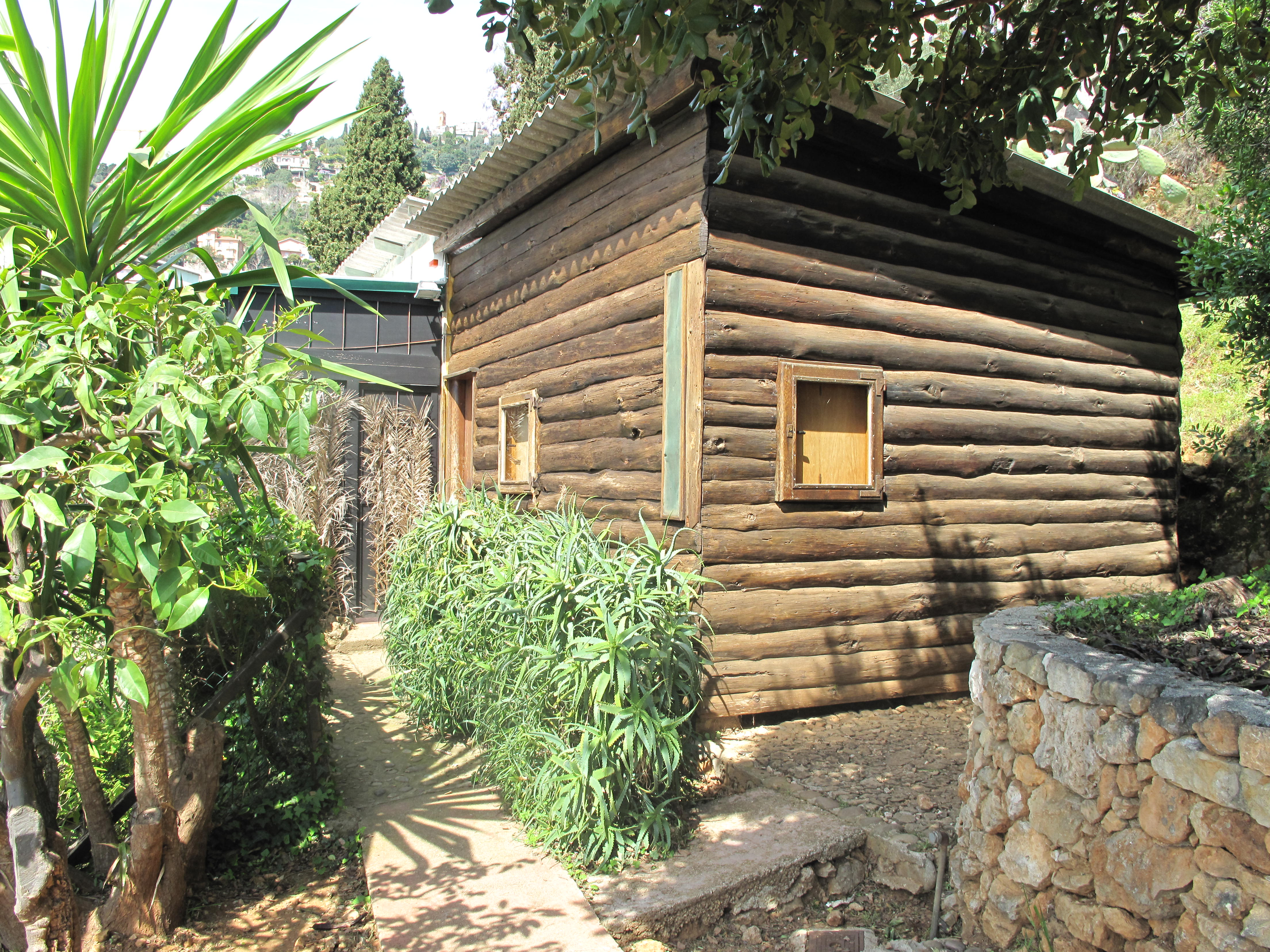
カップ・マルタンの休暇小屋

2009年の推薦時には「規格住宅」に分類されていた。日本の文化庁は当初「カップ・マルタンの小屋」と訳していたが、後に現在の呼び方に修正された。世界遺産の構成資産としては、「人間工学と厳格な機能主義者としてのアプローチをもとに到達した最小限空間の原型」と位置づけられ、「総合芸術作品」とも評されている。

#### ラ・トゥーレットの修道院
ラ・トゥーレットの修道院（1953年）は、ローヌ県のエヴーに建設された修道院で、正式には「サント＝マリー＝ド＝ラ＝トゥーレット修道院」という。ドミニコ会の神学生のために建てられたもので、ロンシャンの礼拝堂と同じく、アラン・クチュリエの推薦によって実現した。ロンシャンの礼拝堂を踏まえた様式を含む一方、修道士の居住性にも配慮し、ユニテ・ダビタシオンの様式も踏まえ、宗教建築と集合住宅を調和させた建築を実現した。大型建築としては唯一、ル・コルビュジエの構想が何の修正や反対も受けずに実現した修道院である。予算的な制約から仕上げなどは省略されたが、意図的に斜面に建設し、最上階の修道士向けの個室に開放性を、半地下の礼拝堂に閉鎖性を持たせるなど、空間設計に工夫が凝らされている。ことに礼拝堂は、天井の彩色された三本の円筒から差し込む光が、闇の中で原色の壁を効果的に照らし、見る者の本能に訴えかける光景を実現している。

2009年の推薦時には「宗教建築」に分類されていた。2011年のICOMOSの勧告で「顕著な普遍的価値」を有する可能性を指摘された3件に含まれなかったが、そこで名前の挙がった3件に引けを取らない傑作としばしば評価されている。世界遺産の構成資産としては「近代建築運動の卓越した集大成」と位置づけられており、その根拠としては「ピュリストの形態を組み合わせ、ブルータリストのテクスチャーにより、住居という題材において革命的解決を導いた」ことが挙げられた。

#### フィルミニの文化の家
フィルミニの文化の家（1953年 - 1965年）は、ロワール県のフィルミニに建てられた文化・居住施設群、フィルミニ＝ヴェール (Firminy-Vert)の一部である。フランスの復興大臣だったこともあるフィルミニ市長ウジェーヌ・クロディウス・プティは、労働者の生活環境が悪化していた都市の改善のために、市街から離れた広大な敷地に「フィルミニ＝ヴェール」という新しい街区をつくることを構想した。ル・コルビュジエが依頼されたのは、その街区に建設するスタジアムと「文化の家」、ユニテ・ダビタシオン、サン・ピエール教会などであった。彼はそれらを一体のものとして構想し、より広い景観の中で位置づけた。彼の構想は生前に完成することはなく、ことにサン・ピエール教会は市長の交代による財政支出見直しの影響なども受け、長い間未完成のままになっていた。2004年にようやく工事が再開され、2006年に竣工した。30年以上を経てサン・ピエール教会が完成したことは、ル・コルビュジエ作品の世界遺産推薦の機運を高めたとも指摘されている。

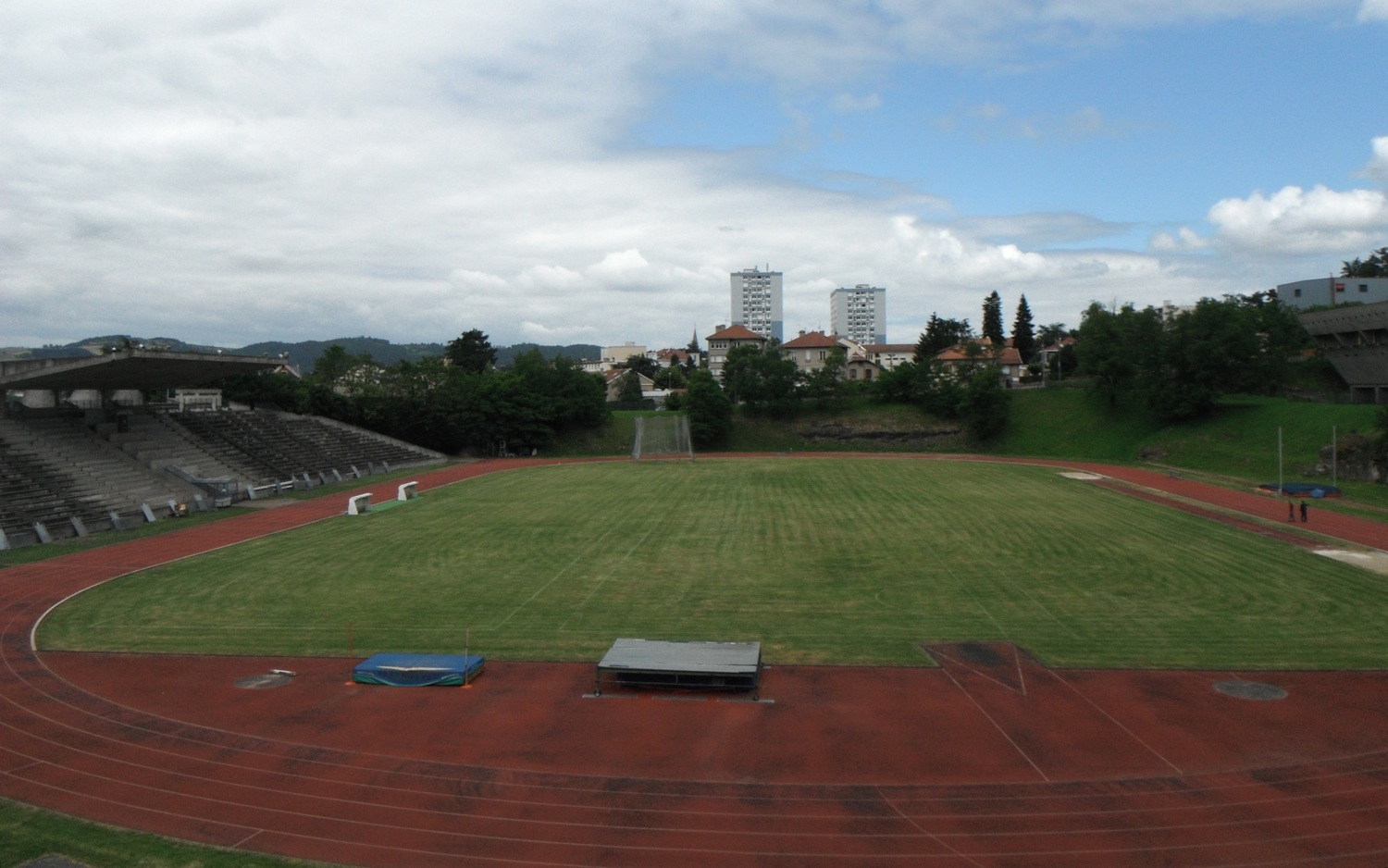
文化の家の競技場

文化の家は、ル・コルビュジエの生前最後に完成した建築物で、ファサードや屋根の傾斜や湾曲は彫刻的と評されている。

2009年の推薦時には「フィルミニの建築物群」(Site de Firminy-Vert) という名称で「都市計画」に分類されていたが、2011年の推薦時には、「フィルミニのレクリエーション・センター」と改称され、都市計画ではなく個別の建築作品として位置付け直された。2016年の正式登録では、さらにその中でも文化の家に絞り込まれた。その構成資産としての評価は、この建物がサン・ディエの工場同様にアテネ憲章と輝く都市のコンセプトを採用しつつ、「建築における近代の彫刻的形態を先取りするものであった」点にあった。

### インド
インド (Inde) の登録物件はチャンディガールのキャピトル・コンプレックスのみで、暫定リストに2006年10月23日に記載されたあと、2009年の推薦前に一度は辞退したが、2015年に復帰し、正式に登録された。

#### チャンディガールのキャピトル・コンプレックス

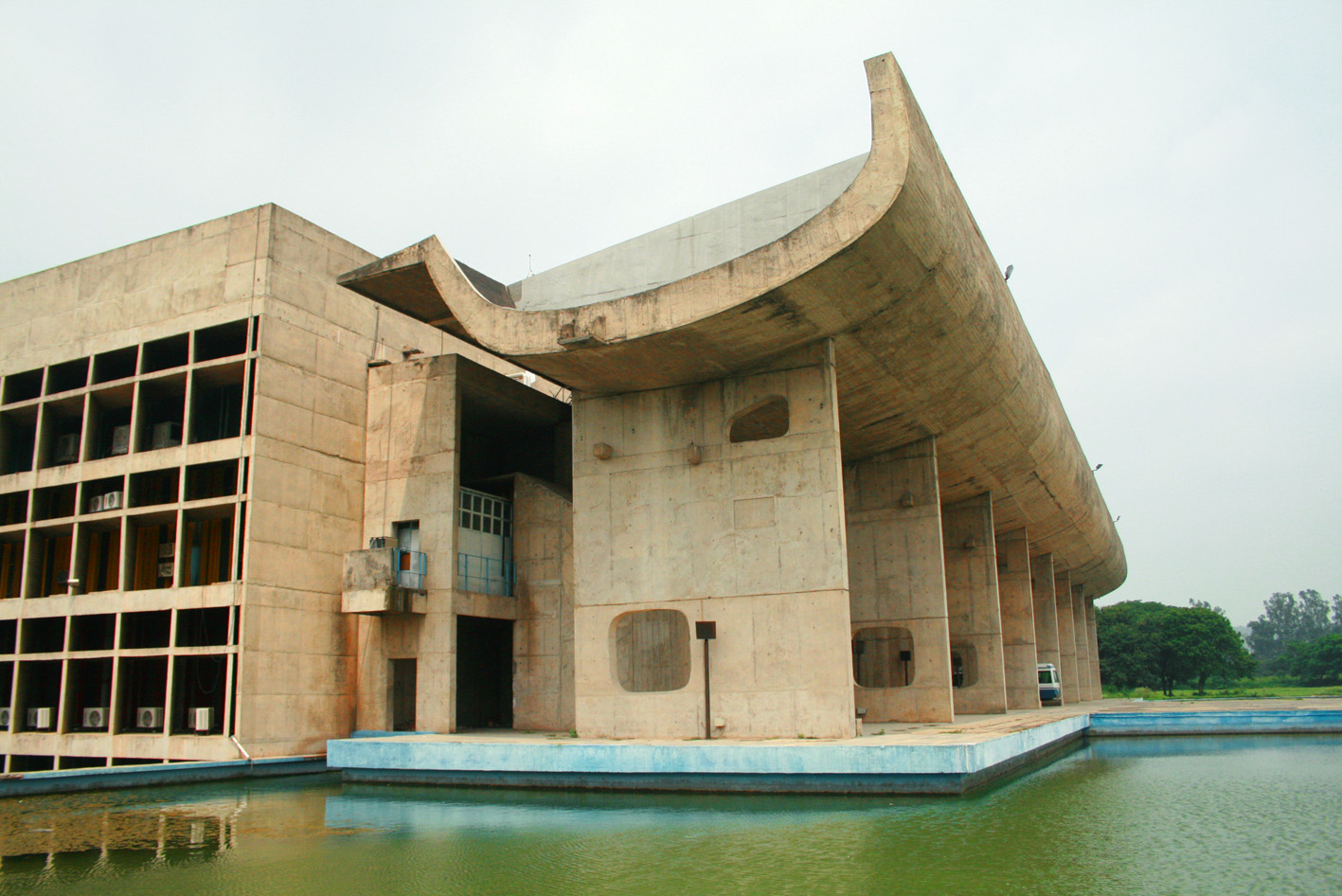
チャンディガールの議事堂

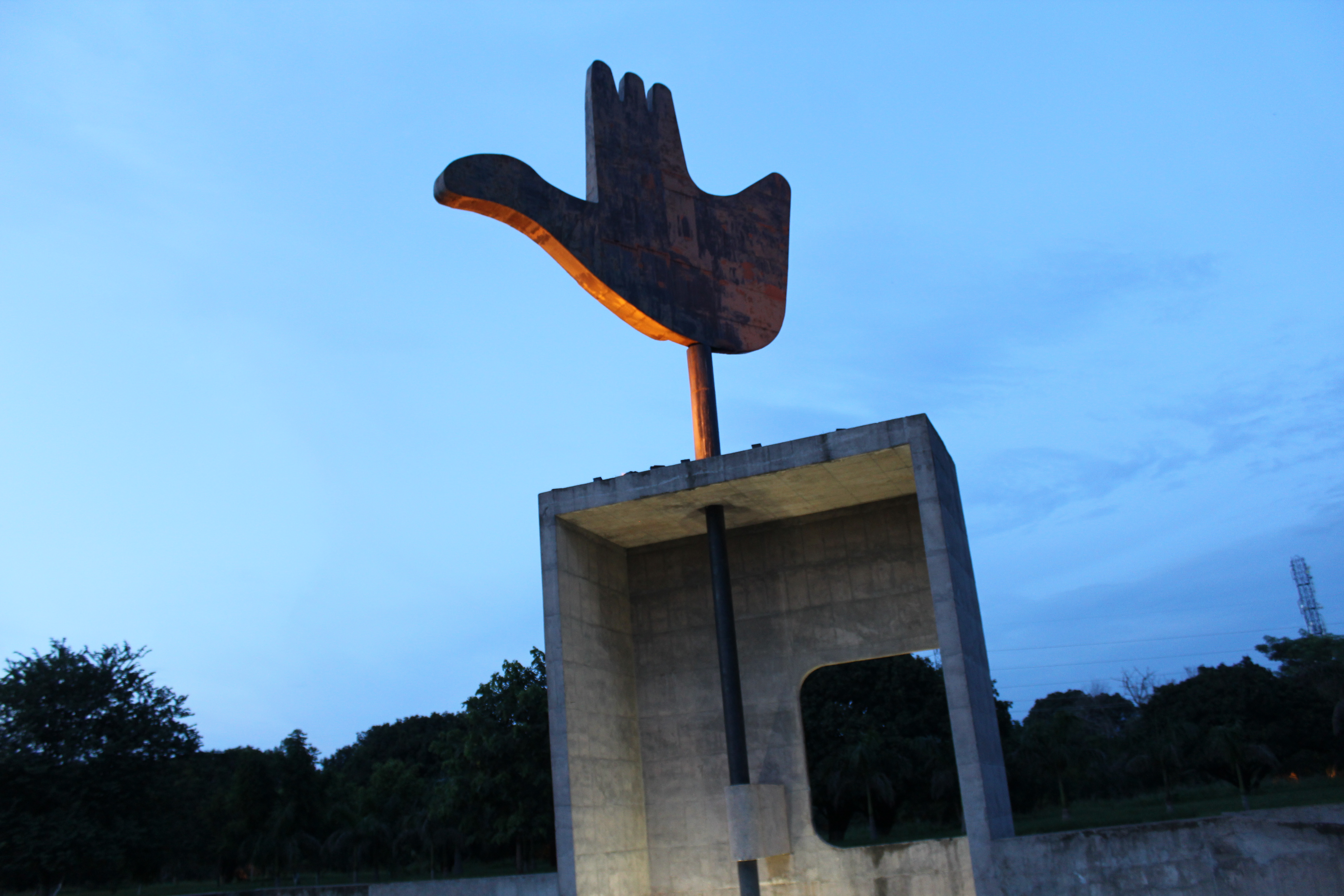
開かれた手

チャンディガールはインドのパンジャブ州の都市で、パキスタンの分離独立に伴って、以前の州都ラホールにかわって州都となった。しかし、当初はほとんど何もない状態で、ル・コルビュジエはインド高官の依頼で都市全体の計画を策定した。ル・コルビュジエは、格子状の規則正しい区画に商業地区、行政地区などを配置し、前者ではドミノ様式の建物を並べ、後者では傑作として評価される建物、特にアーチ状の空隙を持つ屋根とブリーズ・ソレイユが特徴的な高等裁判所、独特の形状の庇を持つ議事堂などを建設した。特に行政地区の建造物群が高く評価される一方、あまりにも合理性を重視しすぎる都市計画には批判も寄せられ、「失敗作」という酷評すら存在する。逆に、ル・コルビュジエ自身にとっても、制約や反対によって実現できなかった要素が多く、自身の手がけた都市としての不満も表明していた。

とはいえ、チャンディガールは彼が数多く構想した都市計画の中で唯一実現したものであり、2009年の推薦案の段階では「公共建築」に分類されていた。2009年の正式推薦を前に辞退となったが、2016年審議に向けた推薦で復活した。その対象はチャンディガール全体ではなく、その行政地区の中心部、すなわち高等裁判所、議事堂、合同庁舎の3件の建物と、「開かれた手」をはじめとする4件の記念碑を含む地区である。世界遺産の構成資産として評価されたのは、「自由と近代性と開く国の独立を記念する」「記念碑的で彫刻的な主要な建築作品」という点である。

### 日本
日本 (Japon) の構成資産は国立西洋美術館のみで、暫定リストへの記載は2007年9月14日のことであった。

#### 国立西洋美術館

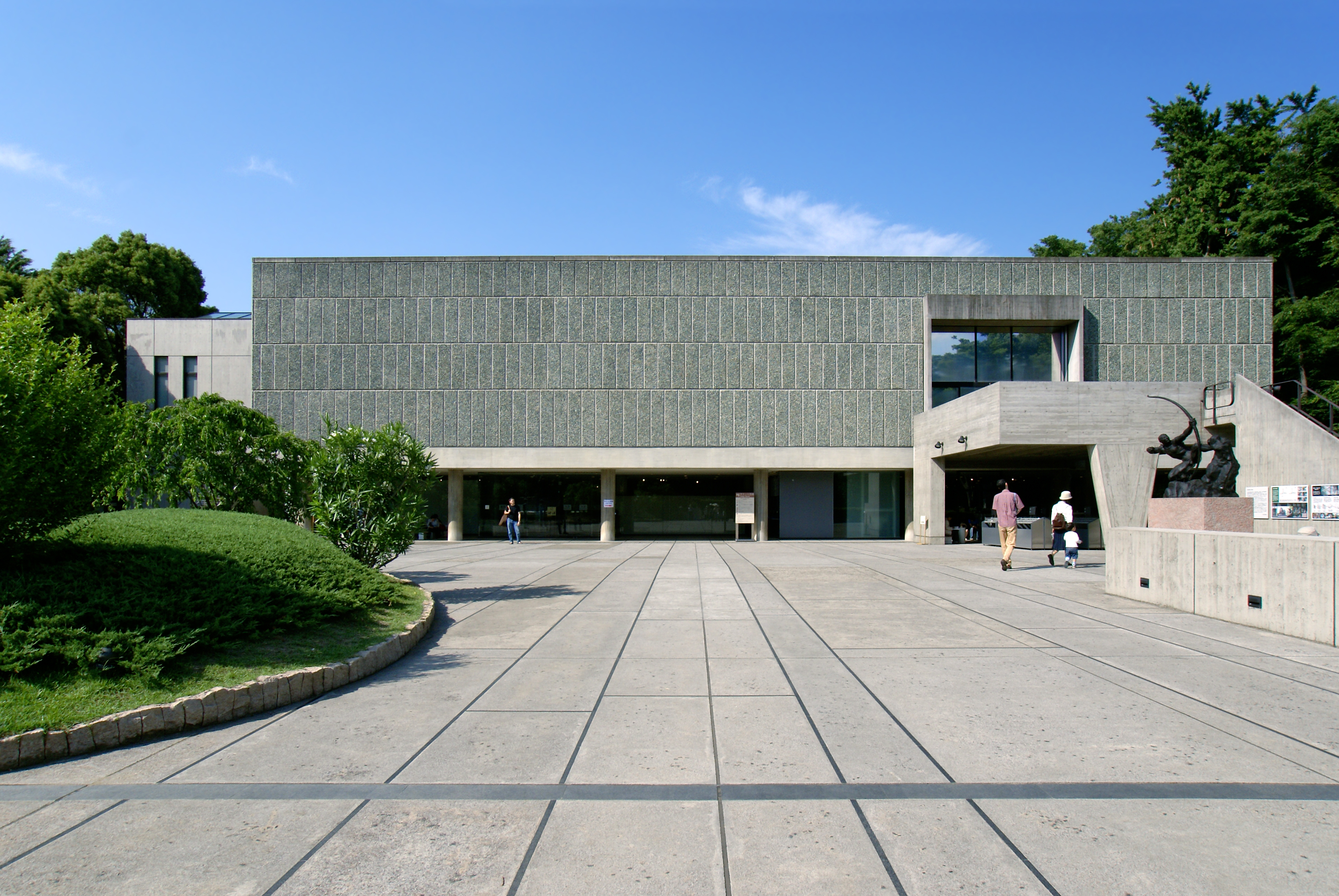
国立西洋美術館本館

国立西洋美術館（1955年）は、東京都台東区の上野公園内の美術館で、ル・コルビュジエが基本設計を担当した。日本に残る唯一のル・コルビュジエの建築というだけでなく、東アジアでも唯一である。
国立西洋美術館は、フランスから松方コレクションが寄贈返還されるにあたり、その受け入れ先となる美術館の建設が必要となったことから実現した。ル・コルビュジエが指名された詳細な経緯は不明だが、1953年12月に日本で発足した「仮称フランス美術館設置準備協議会」では、フランス側の心証を良くするためにフランスの著名な建築家を起用することや、この機会に世界的建築家の作品を日本で実現したいといった意見が出ていたという。
ル・コルビュジエが契約していたのは美術館の基本設計のみで、具体的な寸法なども含めた実施設計は日本の門下生の3人（坂倉準三、前川國男、吉阪隆正）が担当した。1955年11月にル・コルビュジエは、生涯で唯一の来日（8日間滞在）し弟子らと協議し基本設計を行った。その際に坂倉の要請に応じて、契約外であった美術館周辺の総合的なプランも設計し、演劇ホールと展示館も含む広大な文化広場を構想した。
しかし当時の日本では美術館以外を建設する余力はなく、それらは建設されなかった。建設に当たっては、モデュロールを積極的に取り入れる形で寸法が決められ、1958年3月21日に起工式を行い、約1年後に竣工された。
国立西洋美術館はル・コルビュジエの無限成長美術館構想に沿って建てられたものであり、その構想で重視されていたにもかかわらず、インドの2つの美術館が実現していなかった中3階を利用する照明の配置を、唯一実現した美術館でもある。その一方、敷地の制約などから、インドの2つの美術館よりも若干規模が小さくなった。また、増築の必要に迫られた時も、本来の構想ならば本館を拡延していく形で対応すべきであったが、実際には新館の建設などによって対応された。
日本の文化財保護法では、築50年を経過していないと重要文化財にはなれない。フランス政府から暫定リスト入りの正式な打診を受けた時点（2007年9月）では、それに1年余り及ばなかったが、同じ年の12月に特例として重要文化財指定を受け、国内法による保護を受けていなければならないという世界遺産の推薦要件を満たした。
2009年の推薦時にはサン・ディエの工場とともに「標準大型建築」に分類されていた。これに先立ち、文化庁はチャンディガールやアーメダバードの美術館との比較を行い、前述の実現されなかった要素があるインドの美術館と比べて、国立西洋美術館はより完成度が高いとしていた。また、2009年の情報照会決議を受けて、推薦書では無限成長美術館構想に従った代表例であることを強調するとともに、前川國男らを挙げてル・コルビュジエが日本に与えた影響についても追記するなどの対応を行なった。

しかし、2011年のICOMOSの勧告では、国立西洋美術館に基準 (2) と (6) を適用しうる潜在的な可能性はあるものの、チャンディガールやアーメダバードの美術館との比較がなおも不足しており、価値の証明が不十分であると指摘された。しかしながら、更なる修正を経た3度目の推薦ではその価値を認められ、世界遺産リスト入りを果たした。構成資産として評価されたのは、無限成長美術館構想のプロトタイプを実現した建物であり、ル・コルビュジエ建築の日本における受容を示し、ひいては「近代建築運動の国際化の過程を証言する」点にあった。

### スイス
スイス (Suisse) の構成資産は2件で、暫定リストへの記載は2004年12月28日のことであった。2009年には4件が推薦されていたが、2011年の推薦に際してシュウォブ邸が除外、2016年に向けた推薦に際して生まれ故郷ラ・ショー＝ド＝フォンのジャンヌレ邸が除外された。

#### レマン湖畔の小さな家

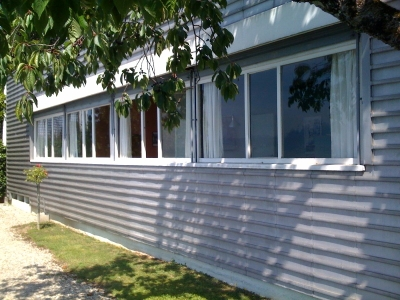
小さな家の窓

レマン湖畔の小さな家は、ル・コルビュジエが1923年から1924年にかけて両親のために建てた名前どおりの「小さな家」で、長さは20 m、幅は3 m である。コンパクトな室内で快適に過ごせるように、室内の家具の配置などにも配慮され、来客時にベッドを隠せる間仕切りなども存在している。この建物は人間工学などに基づいて、空間の最小化と快適さの最大化を目指した「最小限住宅」である。
南側には11 m の開口部があり、横長の窓になっている。これによって、大胆な採光と、そこから見えるレマン湖やアルプス山脈の借景が可能になったが、この窓の存在についてはオーギュスト・ペレとの「窓論争」（1923年）のテーマとなり、合理性や必然性を主張したル・コルビュジエと、水平窓が室内空間にもたらす要素を否定的に捉えたペレが対立した。竣工の数年後に漆喰にひびが入ったが、ル・コルビュジエはむしろ老朽化にどう対応するかの好機と捉え、金属製の波板で覆うなどの補修を行った。

2009年の推薦時には「個人邸宅」に分類されていた。世界遺産の構成資産としては、「最小限住宅のアーキタイプ」という点が評価された。

#### イムーブル・クラルテ

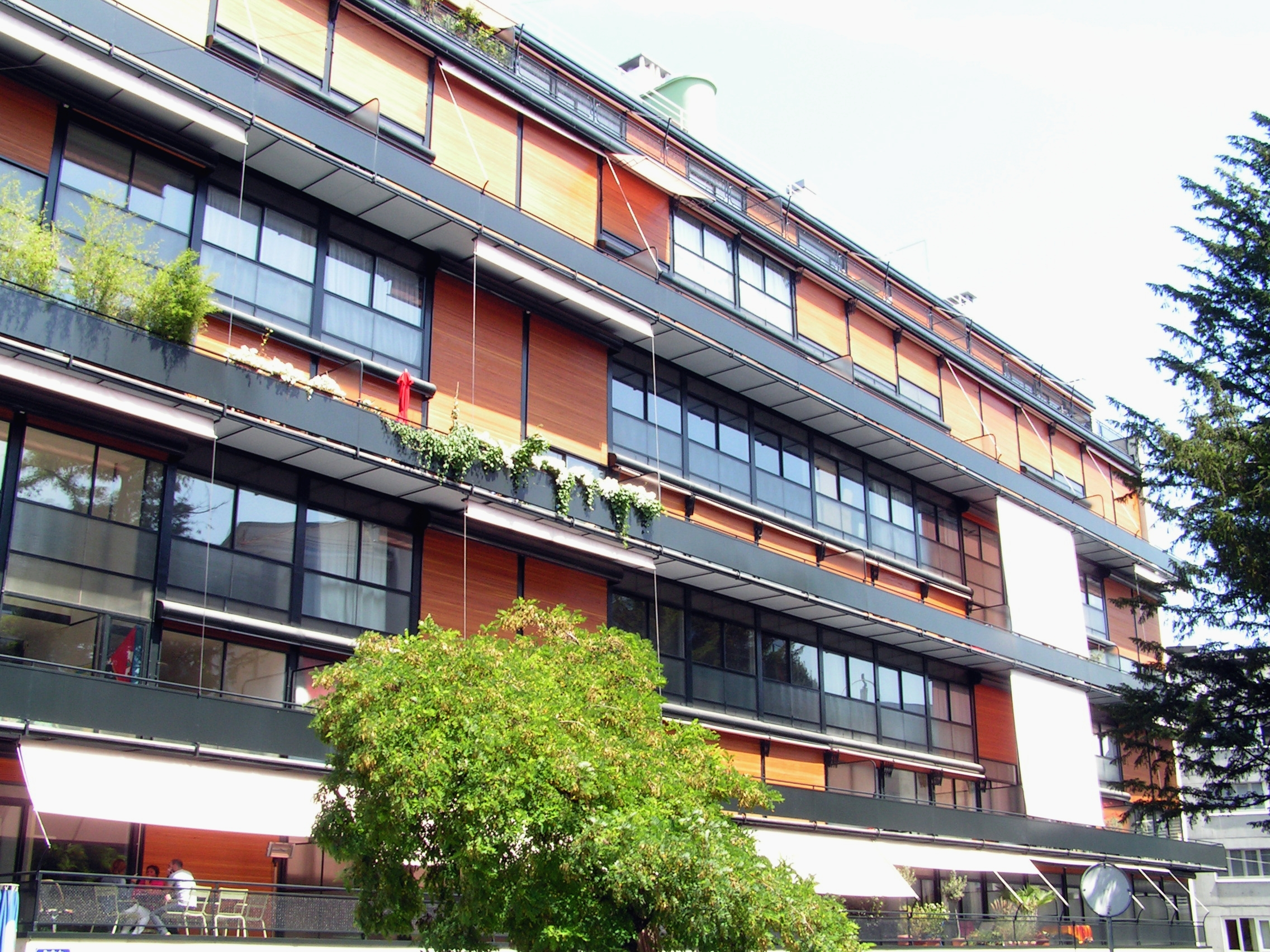
イムーブル・クラルテ

イムーブル・クラルテは、1930年から1932年にジュネーヴに建設された集合住宅で、ル・コルビュジエが最初に手がけたアパートである。エドモン・ヴァネールの要請で建てられた集合住宅で、各階には8つの部屋がある。それらは『輝く都市』で計画された特色、つまり可動する仕切り壁やビルトインの家具などを備えている。また、金属製造業者であった依頼者ヴァネールが協力をしたことから、この建物は初めてスチール・フレームが採用された。また、ガラス張りの南側には、陽射しをさえぎるための赤いブラインドが付けられていたが、ル・コルビュジエ自身は後に、この恒常的なブラインドをブリーズ・ソレイユの淵源のひとつとして挙げた。この集合住宅は、集合住宅のプレファブ化につながり、第二次世界大戦後に住居を大量に供給する必要が生じた際に向けて影響が大きかったとされる。

2009年の推薦時には「集合住宅」に分類されていた。世界遺産の構成資産として評価されたのは、「近代高級住居のプレファブのプロトタイプ」という点であった。

## 登録経緯

### 暫定リストへの登録
世界遺産には登録地域や資産に偏りがあると、かねてから指摘されていた。そこで世界遺産委員会は1994年にグローバル・ストラテジーを採択し、それ以降、偏りを是正するための手段の一つとして、文化的景観、産業遺産、20世紀の建築の登録を増やす傾向にある。その結果、「建築家ヴィクトル・オルタの主な都市邸宅群 (ブリュッセル)」（ヴィクトル・オルタ、2000年登録）、「ブルノのトゥーゲントハット邸」（ミース・ファン・デル・ローエ、2001年登録）、「オーギュスト・ペレによって再建された都市ル・アーヴル」（オーギュスト・ペレ、2005年登録）など、近現代の巨匠の作品が世界遺産に登録されるようになり、専門家の間では、ル・コルビュジエの作品についても当然登録されるべきとの認識が形成された。
21世紀に入ると、ル・コルビュジエの建築物が多く残るフランスで、これを世界遺産に登録しようとする機運が高まり、2004年にはル・コルビュジエ財団を中心とする世界遺産登録に向けた委員会も発足した。
| 国名         | 記載日         |
| ------------ | -------------- |
| スイス       | 2004年12月28日 |
| ベルギー     | 2005年4月4日   |
| フランス     | 2006年1月31日  |
| インド       | 2006年10月23日 |
| ドイツ       | 2007年2月1日   |
| アルゼンチン | 2007年6月1日   |
| 日本         | 2007年9月14日  |

フランスはル・コルビュジエの建築が残る該当国の政府に参加を打診した結果、 スイス、ベルギー、ドイツ、アルゼンチン、インド、日本の6か国が参加の意思を示した。そこで、各国に残る建築物を「アトリエ」(La résidence atelier)、「個人邸宅」(La maison individuelle)、「規格住宅」(L'habitat standardisé)、「集合住宅」(L'habitat collectif)、「宗教建築」(L'Architecture sacrée)、「標準大型建築」(Les grands programmes standards types)、「都市計画」(L'urbanisme)、「公共建築」という8つに分類し、それぞれに該当する建築物の中から、23件が選ばれた。
ただし、推薦書正式提出直前にインドが辞退を表明したため、上記「公共建築」カテゴリーに唯一属していたチャンディガールは除外され、「公共建築」カテゴリー自体が消えた。インドの辞退理由については、推薦に携わった日本の関係者も不明としているが、専門家の中には、インド国内の文化財保護法制に照らして、かなり新しい街並みであるチャンディガールを保護対象とできなかったのではないかと指摘する者もいた。

### 最初の推薦と審議結果
2008年にフランス政府からUNESCO世界遺産センターへ推薦書が提出された。同年秋にはICOMOSの委員が各国の資産を視察したが、それを踏まえた検討の結果、「顕著な普遍的価値」の証明が不十分と判断され、翌年5月に「登録延期」が勧告された。ル・コルビュジエ財団の関係者は、この勧告の直後にも自信を見せ、個別に見た場合に世界遺産にふさわしくないものがあろうとも、連続性をもって推薦したことによって、世界遺産委員会の本審議においては、全体としてその価値が認められるはずという見通しを示していた。
その年の第33回世界遺産委員会（セビーリャ）では、ル・コルビュジエの作品を世界遺産に登録すること自体には異論が出なかったものの、シリアル・ノミネーションとして国境どころか大陸をも越える事例は珍しく、その「連続性」をどう捉え、構成資産の総体にどのような「顕著な普遍的価値」を認めるかという点で議論になった。2009年の推薦は、実質的にル・コルビュジエの建築家としての人生を軸に「連続性」を構成していたが、世界遺産がそのような特定の芸術家の人生を顕彰する場としてふさわしいかどうかが問題となったのである。
そして委員国の投票に持ち込まれた結果、見送りが決まり、最終的にICOMOSの勧告よりも一段階上の「情報照会」と決議された。決議文では「顕著な普遍的価値」の証明をさらに充実させることや、関係国の共同管理体制を拡充させることが望ましい旨が盛り込まれた。

### 再推薦と審議結果
「情報照会」決議を踏まえて構成資産と推薦理由の見直しが行われた結果、ル・コルビュジエ個人から、近代建築運動への貢献へと評価の主軸が移され、その観点を基準として構成資産が22件から19件に整理された。また、推薦資産で唯一「都市計画」に分類されていたフィルミニの建築物群が個別の建築作品として再定義された。この結果、推薦名から「都市計画」が除かれて、「ル・コルビュジエの建築作品―近代建築運動への顕著な貢献―」と改称されるとともに、カテゴリー別の分類も廃止された。また、共同管理体制の拡充のために「ル・コルビュジエ建築資産自治体協議会」 (Association des sites LE CORBUSIER) が創設された（日本では東京都が正会員として、台東区が準会員として加盟）。
通常、情報照会決議を受けた物件は、要求された追加情報を提出すれば再審議されるのだが、この物件の場合、近代建築運動を軸に推薦理由の練り直しなども行なったため、実質的な全面改稿となった。
この修正された推薦書は2011年2月1日に再提出されたが、同年5月のICOMOSによる勧告は前よりも厳しい「不登録」となった。推薦書では登録名自体を変更して「近代建築運動」との関わりを強調したが、ICOMOSの勧告では、むしろ「近代建築運動」がル・コルビュジエ一人に帰することが出来ない多様性を持っていたことなどから、19件が総体として顕著な普遍的価値を持つとは認められなかったのである。なお、19件のうちフランスが保有する3件（サヴォア邸、マルセイユのユニテ・ダビタシオン、ロンシャンの礼拝堂）のみについては、顕著な普遍的価値を認めうるとされ、改めて個別に再推薦されるべきと勧告された。
同年6月の第35回世界遺産委員会（パリ）では、フランスは3資産に絞り込まず、従来の枠組みを維持する姿勢で臨んだ。世界遺産委員会では大陸の枠を超えるシリアル・ノミネーションについては肯定的な意見が出され、シリアル・ノミネーションのあり方そのものに議論を提起する推薦物件と見なされたことで、「不登録」が回避され、継続審議となった。これは「不登録」勧告よりも一段階上の決議だが、2年前の「情報照会」決議よりは一段階下がった。

### 3度目の推薦
2014年4月にインドが再び推薦国に加わり、2016年の審議を目指して3度目の推薦が行われることが決まった。インドのチャンディガールのうち、行政地区の中心部が推薦物件に加わった一方、フランスのスイス学生会館とジャウル邸、スイスのジャンヌレ邸が除外されたことから、前回の19資産よりも2件少ない17資産の推薦となった。過去2度の推薦で示していた傑作としての評価（世界遺産登録基準 1）を取り下げ、20世紀建築への影響という側面だけに絞り、この観点から更なる価値の証明が練られたのである。
これに対するICOMOSの勧告は「登録」で、第40回世界遺産委員会で正式に登録された。

## 登録基準
2009年の最初の推薦時には、推薦国はこの推薦資産が世界遺産登録基準のうち、(1)、(2)、(6) に該当すると主張していた。
- (1) 人類の創造的才能を表現する傑作。
この基準は、ル・コルビュジエの創意がきわめて多方面にわたって発揮され、推薦物件が単なる形態や色彩などの独創性にとどまらず、20世紀における住宅問題や都市問題の解決策につながる先取性をも体現していることから、適用できると主張された[142]。

- (2) ある期間を通じてまたはある文化圏において、建築、技術、記念碑的芸術、都市計画、景観デザインの発展に関し、人類の価値の重要な交流を示すもの。
この基準は、20世紀の建築と都市計画を刷新した「近代建築運動」(Mouvement moderne) に関連し、ル・コルビュジエの作品群がその誕生と発展の経緯を示していることから、適用できると主張された[142]。

- (6) 顕著で普遍的な意義を有する出来事、現存する伝統、思想、信仰または芸術的、文学的作品と直接にまたは明白に関連するもの（この基準は他の基準と組み合わせて用いるのが望ましいと世界遺産委員会は考えている）。
この基準は、20世紀の建築と都市計画に特徴的な近代建築運動、インターナショナル・スタイルといった運動や様式の進展に、ル・コルビュジエが大きく関わったことから適用できると主張された[142]。

この推薦基準については、2度目の推薦でも変更はなかったが、「都市計画」が外れた分、説明文には若干の修正が見られた。ところが、この2度目の推薦時には、ICOMOSから、基準に該当するのはわずか3件とされてしまった。すなわち、
- サヴォア邸は (1), (2), (6) に該当する。
- マルセイユのユニテ・ダビタシオンは (2) と (6) に該当する。
- ロンシャンの礼拝堂は (1) のみに該当する。

という判断であった。そしてICOMOSは、構成資産全てに該当しない基準を適用できないという見解を示している。こうしたことを踏まえ、3度目の推薦では、17件すべてを創造的才能の傑作と証明することを諦め、基準 (2) と (6) のみの証明を深化する対応がとられた。
3度目の推薦に対するICOMOSの見解は、基準 (2) と (6) での登録を勧告するものであり、推薦国の主張が認められた形になった。ところが、その勧告を踏まえた第40回世界遺産委員会では、委員国から、パンプーリャの近代建築群、カラカスの大学都市といったモダニズム建築の世界遺産で基準 (1) が適用されている以上、この物件でも基準 (1) を適用すべきだという提案が出され、支持されたため、基準 (1) も適用されることになった。ただし、この適用は各個の構成資産について、どのような観点から適用できるかを詳しく検討した結果でないため、推薦に携わった当事者などからも当惑する意見が見られる。
ともあれ、最終的な登録理由は以下の通りである。
- まず基準 (1) については、「人類の創造的才能を表す傑作であり、建築及び社会における20世紀の根源的な諸課題に対して顕著な回答を与えるものである」[146]とされた。
- 次に基準 (2) については、「近代建築運動の誕生と発展に関して、全世界規模で半世紀にわたって起こった、前例のない人類の価値の交流を示している」[146]等とし、その建築群は「ピューリスム、ブルータリズム、彫刻的建築という近代建築の3つの大きな潮流の誕生の印」[146]と位置づけられている。
- 最後に基準 (6) については、構成資産が「その理論と作品において20世紀における顕著な普遍的意義をもつ近代建築運動の思想と、直接的かつ物質的に関連している」[146]とし、「単に、ある時点での模範的な偉業にとどまらず、半世紀を通じて全世界に着実に広められていった建築及び文字による提案の顕著な総体である」[146]と位置づけられた。

## 登録を見送られた構成資産候補
以下は1度目と2度目の推薦時に含まれていたが、最終的に構成資産に含まれなかった建造物群である。2011年にはシュウォブ邸、クック邸、救世軍難民院の3件、2016年にはスイス学生会館、ジャウル邸、ジャンヌレ邸の3件が除外された。

### シュウォブ邸

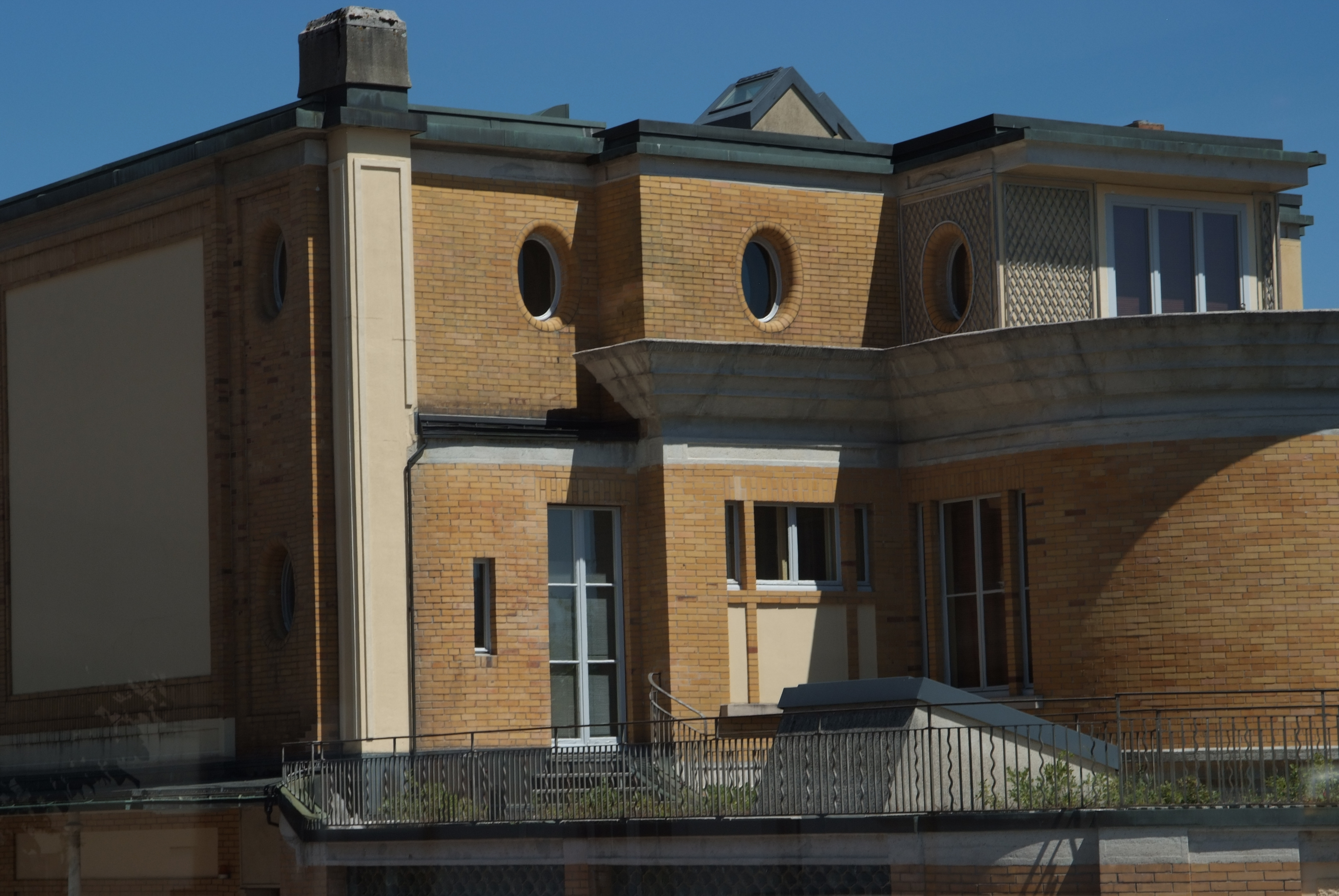
シュウォブ邸。左側に見えるのが北面のパネル。

シュウォブ邸 (Maison Schwob, La Chaux-de-Fonds, Suisse, 1916)は、スイスのラ・ショー＝ド＝フォンに建てられた初期の建築の一つである。依頼者のシュウォブは、地元の富裕な時計製造業者であった。北側のファサードを飾る大きな四角形のパネルが印象的な住宅であり、どことなくビザンティン建築などを思わせることから、地元ではヴィラ・トゥルク（トルコ人の家）の愛称でも呼ばれる。建設費が見積もりの2倍に達したことで訴訟になり、故郷を離れた一因になったとも言われるが、後年ル・コルビュジエはシュウォブ邸について、ヨーロッパにおけるコンクリート作りの別荘建築として、初期の部類に属する誇らしい建築として扱っている。2009年の推薦時には「個人邸宅」に分類されていた。

### クック邸
クック邸 (Maison Cook, Boulogne-Billancourt, France, 1926) は、アメリカ人ジャーナリスト、ウィリアム・クック夫妻の依頼でブローニュ＝ビヤンクールに建てられた邸宅である。ル・コルビュジエが「近代建築の五原則」を発表したのと同じ1926年に建てられた邸宅で、それらの原則が最初に実現された建物となった。狭い敷地で両側を建物に挟まれている直方体の建物のため、通りから見える面は限定的だが、そこに五原則が集約的に示されている。また、客をもてなすことが想定されていた屋上庭園は、ブローニュの森に面していることから美しい眺望が実現した。2009年の推薦時には「アトリエ」に分類されていた。

### 救世軍難民院

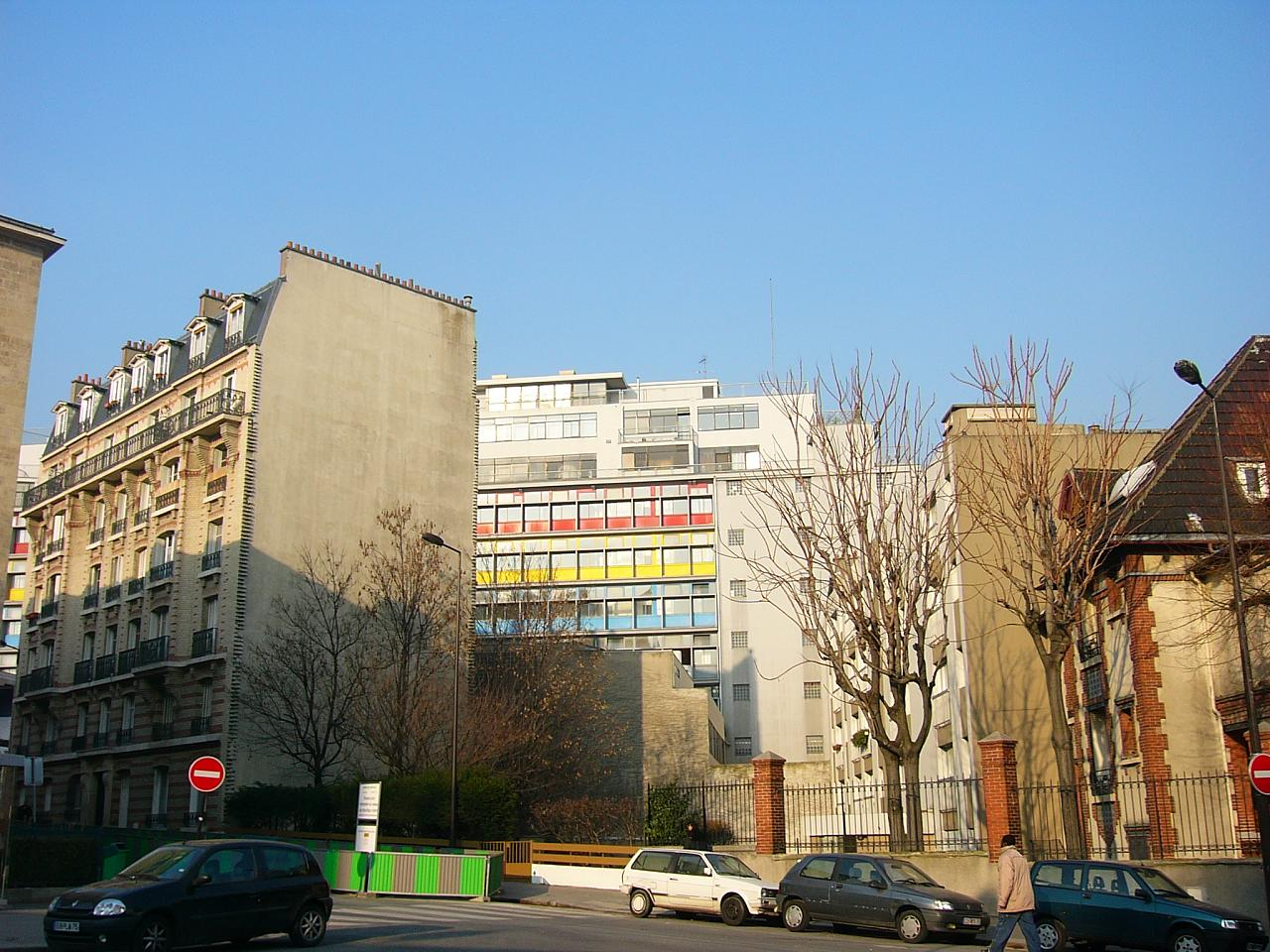
救世軍難民院（中央・奥の建物）

救世軍難民院 (Cité de Refuge de l'Armée du Salut, Paris, France, 1929) はパリの救世軍の依頼で建てられた3棟の建物のひとつで、本部にあたる。この建物には、生活困難者の社会復帰のための宿泊施設が含まれている。巨大な箱型の建物だが、入り口部分で様々な形状を組み合わせてアクセントにしている。また、建設当初の壁面は平板なガラス張りの表情を持っていた。それらは南向きの大きな窓であり、暑さ対策として二重窓にして、その隙間の空調に配慮することになっていた。しかし、建設費の高騰などの結果、当初設置予定だった中央冷却装置は設置されず、夏場は非常に暑くなった。そのため、1935年に開閉可能な窓に変えられ、第二次世界大戦後にはブリーズ・ソレイユも付けられた。ブリーズ・ソレイユに付いた原色のパネルが、竣工当初とは全く異なるカラフルな表情を生み出した。2009年の推薦時には「集合住宅」に分類されていた。

### スイス学生会館
スイス学生会館 (Pavillon suisse à la Cité internationale, Paris, 1930) は、1930年から1933年にかけてパリの国際大学都市に建てられたスイス人学生向けの学生寮である。スイスの大学当局がこの学生寮をル・コルビュジエとピエール・ジャンヌレに依頼した背景には、1927年の国際連盟本部建設に関するコンペで、不透明な過程を経てル・コルビュジエが落選となったことを埋め合わせる意図があったともいわれる。学生会館には南側に学生の個室がならぶ住居棟がある。それはピロティによって持ち上げられた透明な直方体という点ではサヴォア邸と似ているが、その柱が太く重々しいものになっている点で異なっている。当初はサヴォア邸のような細い柱が並ぶ予定だったが、設計が変更されて現在のようになった。こうした柱の存在は、後年のユニテ・ダビタシオンにつながる萌芽的なものという指摘もある。住居棟は大きなガラス窓が並び、「透明な箱」であることを示すが、サヴォア邸との違いは個室の奥行きである。広大な敷地に1軒だけ建てたサヴォア邸と違い、学生会館の個室は相対的に狭く、奥行きも浅い。結果として、広く開けた窓が眩しさに対する苦情につながり、窓ガラスやブラインドの改修が行われた。
もうひとつの特色が、会議室や食堂を含む共用部分1階にある石壁の存在である。その重厚さは大地にどっしりと根を下ろしたかのような印象を与え、住居棟が持つ空中に浮かぶ透明な箱という印象とは対照的である。こうした異質な要素の併置の中に、サヴォア邸で到達した要素と後年のロンシャンの礼拝堂で具現化する要素の萌芽とが並存しているという見解もある。

2009年の推薦時には「集合住宅」に分類されていた。

### ジャウル邸

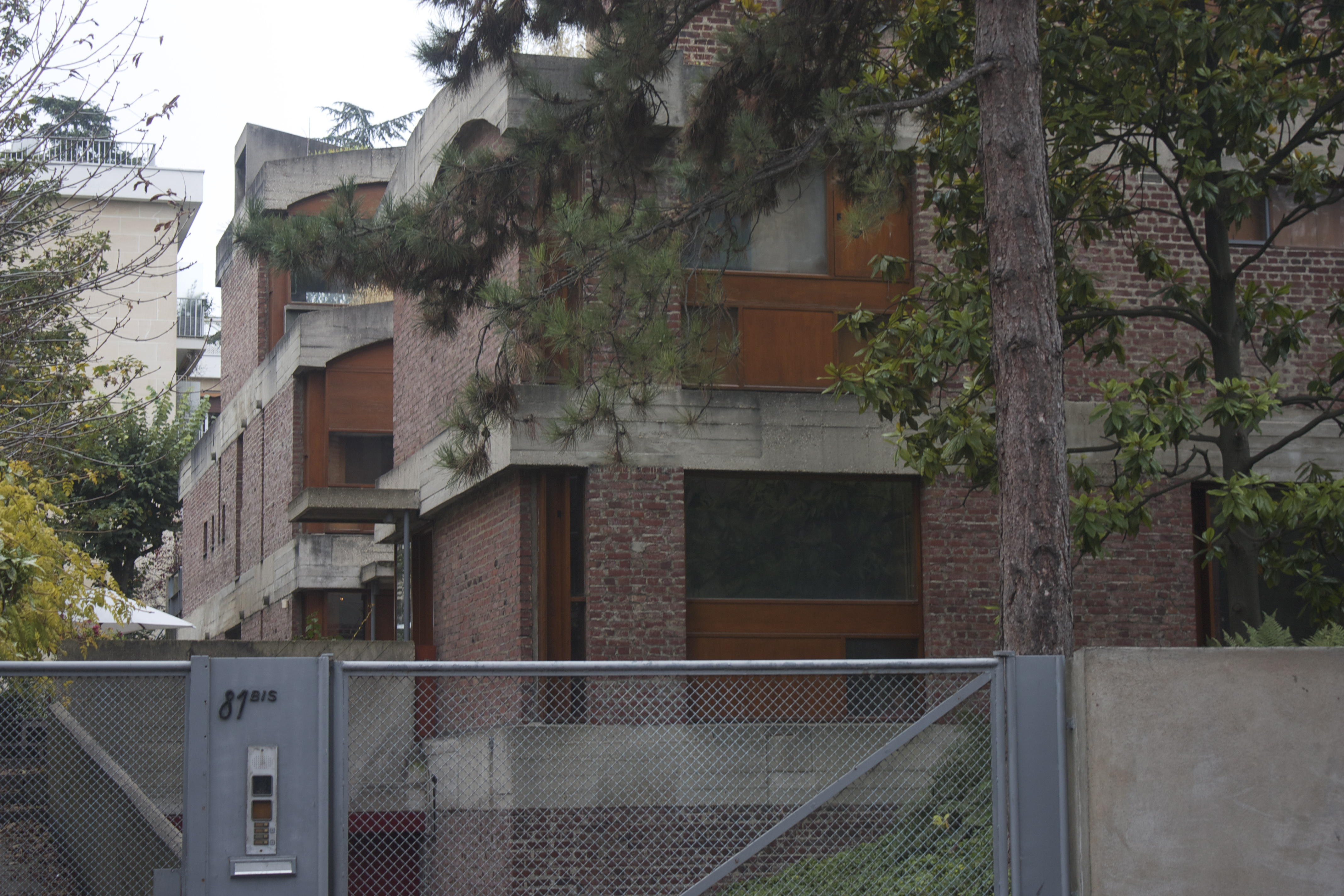
ジャウル邸

ジャウル邸 (Maisons Jaoul, Neuilly-sur-Seine, 1951) は、1951年から1955年にかけてフランスのヌイイ＝シュル＝セーヌに建設された邸宅である。依頼者であるジャウル一家とその父のための2世帯住宅だが、その特徴はレンガ積みの重厚な壁を持っている点で、開放的な印象を与える「空中の箱」を実現したサヴォア邸とは対極に位置している。この表現について建築家の中には、モダニズム建築以前への退行ではないかとするなど、批判を投げかける者たちもいた。窓も水平連続窓とは異なり、不規則に開けられている。その窓にはそれぞれ板扉が付いており、それら全てを閉ざすことで光を遮断し、外部と隔絶した闇を作り出すことが出来る。この内部の闇に窓を通じて適宜光を導入すれば、居住空間を切り開いていける一方で、閉ざせば何時でも闇に戻れるという形で、空間的な想像力を駆使している点が特徴的である。

2009年の推薦時には「個人邸宅」に分類されていた。

### ジャンヌレ邸

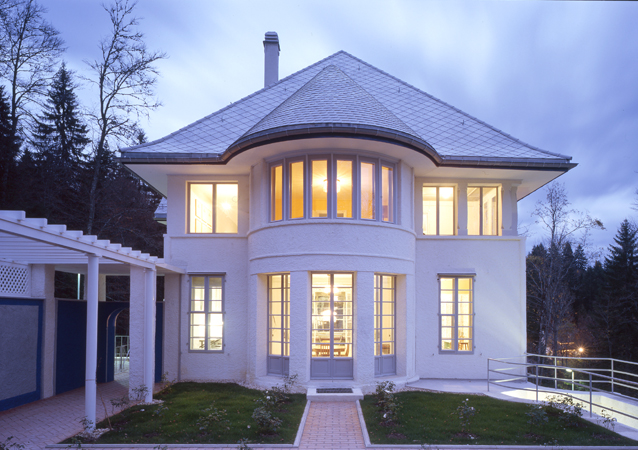
ジャンヌレ邸（白い家）

ジャンヌレ邸ないしジャンヌレ＝ペレ邸 (Villa Jeanneret-Perret, La Chaux-de-Fonds, 1912) は、スイスのラ・ショー＝ド＝フォンで両親のために建てられたル・コルビュジエ初期の住宅である。「白い家」(Maison blanche) とも呼ばれる。ル・コルビュジエはこの家を建てる前年に、半年かけて東ヨーロッパの諸都市やギリシア、イスタンブールなどを巡っていた。旅行以前のル・コルビュジエのスタイルは地元の建築様式であるシャレー・スタイルを踏襲したものだったが、このジャンヌレ邸はそこからの脱却を最初に示した作品となった。1階は彼とその兄弟向け、3階は両親向けで、2階が音楽サロンや居間になっており、音楽サロンの様式には、パッラーディオなどに見られる柱が意識されている。外観の屋根や連続窓は新古典主義建築の影響が指摘されている。1919年に経済的理由でジャンヌレ家はこの家を手放し、ジュケール (Jeker) という人物の手に渡ったが、現在では「白い家」協会が管理をしている。

2009年の推薦時には「個人邸宅」に分類されていた。